# Carnoët
Ne doit pas être confondu avec Clohars-Carnoët.
Carnoët [kaʁnwɛt] est une commune française située dans le département des Côtes-d'Armor, en région Bretagne. La commune abrite le site de la Vallée des saints.

## Géographie

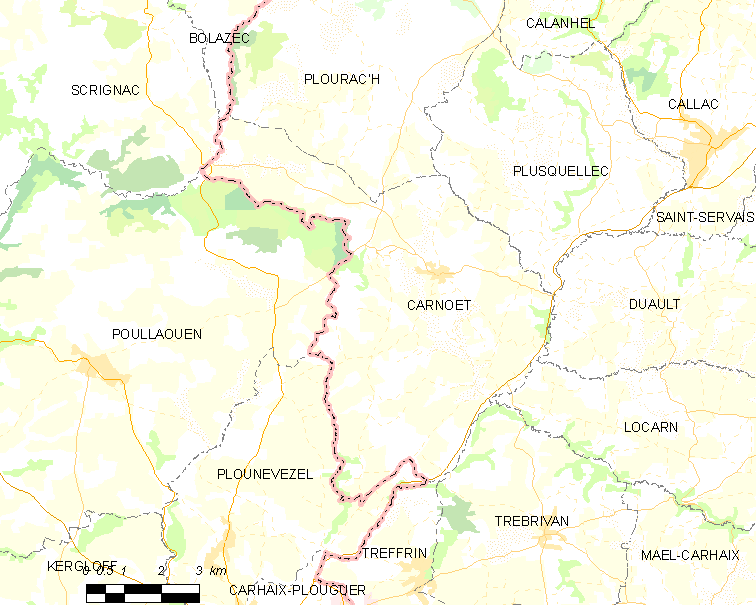
Carte de la commune de Carnoët et des communes avoisinantes.

### Situation
Située à la limite du Finistère, mais placée dans le département des Côtes-d'Armor, Carnoët fit partie historiquement du Poher en Cornouaille. Occupant les hautes vallées de l'Aulne et de ses affluents, sur les sommets les plus élevés de la Basse-Bretagne, le Poher s’étend d’est en ouest sur une cinquantaine de kilomètres, des frontières orientales de Glomel, Rostrenen, Kergrist-Moëlou et Maël-Pestivien dans les Côtes-d'Armor, aux limites occidentales  de Châteauneuf-du-Faou, Plonévez-du-Faou, Loqueffret, Brennilis, et Botmeur, dans le Finistère, et sur une trentaine  de kilomètres du nord au sud, des monts d’Arrée aux montagnes Noires et au cours moyen de l'Aulne.
| Scrignac (Finistère) Bolazec (Finistère) | Plourac'h           | Plusquellec |
| Poullaouen (Finistère)                   | Carnoët             | Duault      |
| Plounévézel (Finistère)                  | Treffrin, Trébrivan | Locarn      |

### Relief et hydrographie
La commune se trouve dans le prolongement oriental des monts d'Arrée. C'est une zone de divergence hydrographique, plusieurs cours d'eau ayant leur source dans la région. Des affluents de rive droite de l'Hyères drainent la partie orientale et méridionale du finage communal, notamment le ruisseau de Kerandraou et son affluent le ruisseau de Prajou Kerderrien qui servent de limite communale avec Plourac'h et Plusquellec. L'Hyères elle-même servant un temps de limite communale au sud-est avec Duault, Locarn et Trébrivan. Des affluents de rive gauche de l'Aulne, notamment le Voaz Venn et le ruisseau de Rospellem, drainent la partie nord-ouest du territoire communal. L'Aulne lui-même servit un temps de limite communale avec Scrignac (et de limite départementale entre les Côtes-d'Armor et le Finistère).

« Tout le versant de l'Hyères forme des paysages très pittoresques ; rien n'y manque : coteaux, collines, ravins, bois, prairies, ruisselets murmurant sous l'herbe, des champs bien cultivés, des vergers nombreux, dont les arbres, au printemps, se couvrent de neige, et à l'automne, de fruits dorés. Des clochers nombreux apparaissent à l'horizon (...). »

La colline dénommée antérieurement Tossen Sant Weltas (« colline de saint Gildas ») et désormais appelée curieusement « Vallée des Saints » constitue, à l'ouest du finage communal, avec ses 238 mètres le point le plus élevé du territoire communal, dominant toute la région. Les altitudes s'abaissent progressivement vers l'est. Le bourg de Carnoët, situé en position relativement centrale dans le finage communal, s'élève à environ 200 mètres d'altitude. La déclivité augmente vers les périphéries de la commune, tant vers le nord (144 mètres dans la vallée du ruisseau de Prajou Kerderrien à l'extrême nord de la commune) que vers l'ouest (l'Aulne coule à 118 mètres d'altitude à sa confluence avec le ruisseau de Rospellem). Elle est encore plus marquée à l'est et au sud-est où l'Hyères coule à 102 mètres d'altitude à sa confluence avec le ruisseau de Kerandraou lors de son entrée et à 90 mètres au sud de Stanger Izella, à sa sortie du territoire communal).
Le sous-sol est principalement schisteux, parfois ardoisier . Des roches éruptive ont traversé par endroits le schiste ; des grès affleurent au sud et au sud-ouest du bourg.

### Hydrographie
Pour un article plus général, voir Réseau hydrographique des Côtes-d'Armor.
La commune est située dans le bassin Loire-Bretagne. Elle est drainée par l'Aulne, l'Hyère, le Roudouhir, le Goaz Guélen, le ruisseau de Kerandraou, le ruisseau Voaz Ven et le ruisseau de Prajou Kerderrien,,.
L'Aulne, d'une longueur de 144 km, prend sa source dans la commune de Lohuec et se jette  dans la rade de Brest en limite de Landévennec et de Rosnoen, après avoir traversé 27 communes. 
L'Hyère, d'une longueur de 48 km, prend sa source dans la commune de Callac et se jette  dans l'Aulne en limite de Spézet et de Cléden-Poher, après avoir traversé 15 communes.  Les caractéristiques hydrologiques de l'Hyère sont données par la station hydrologique située sur la commune de Trébrivan. Le débit moyen mensuel est de 4,5 m3/s. Le débit moyen journalier maximum est de 56 m3/s, atteint lors de la crue du 26 janvier 1995. Le débit instantané maximal est quant à lui de 81,5 m3/s, atteint le 12 décembre 2000.
Le Roudouhir, d'une longueur de 12 km, prend sa source dans la commune de Plougras et se jette  dans l'Aulne sur la commune, après avoir traversé cinq communes. 

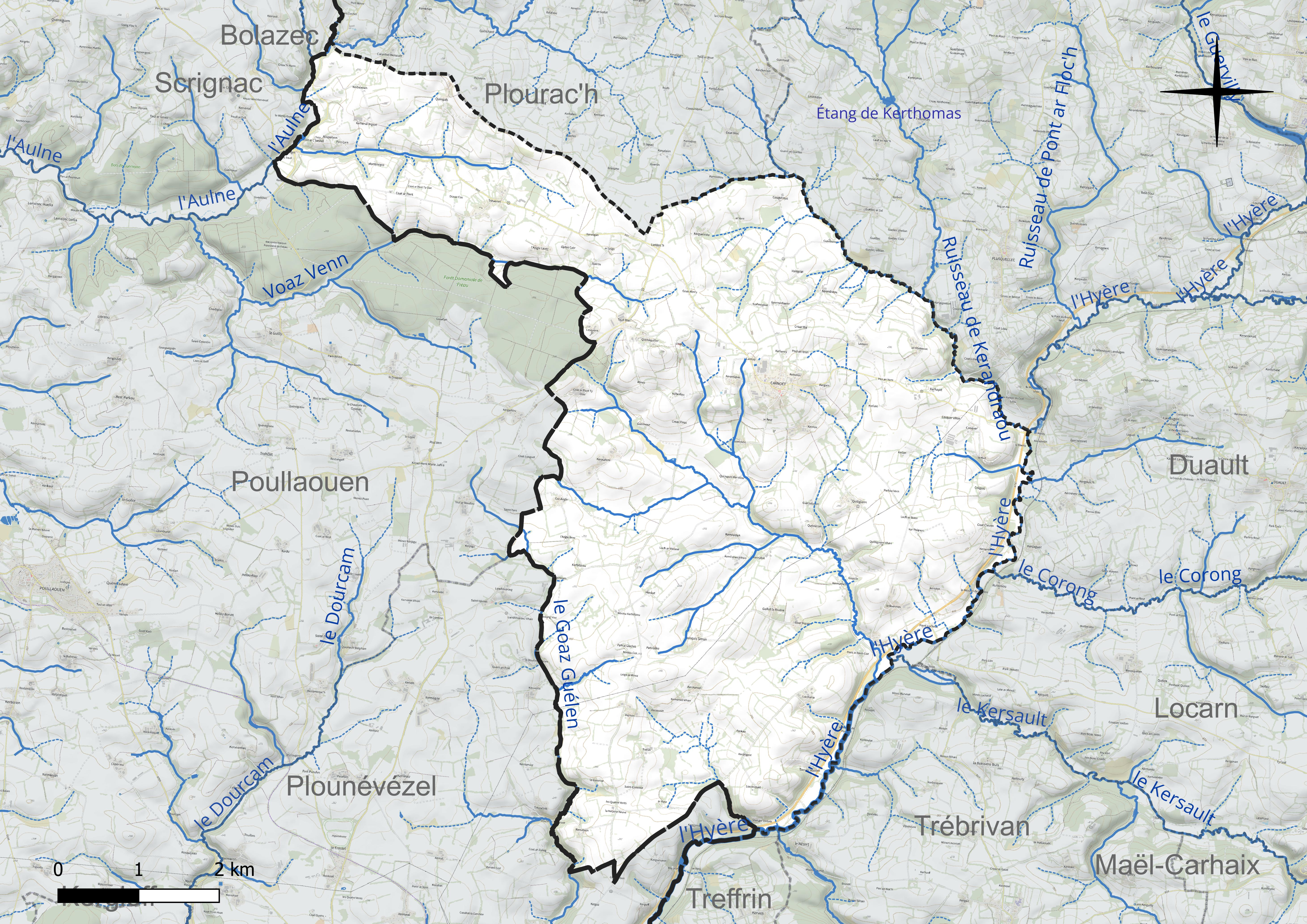
Réseau hydrographique de Carnoët.

### Climat
Pour des articles plus généraux, voir Climat de la Bretagne et Climat des Côtes-d'Armor.
En 2010, le climat de la commune est de type climat océanique franc, selon une étude du Centre national de la recherche scientifique s'appuyant sur une série de données couvrant la période 1971-2000. En 2020, Météo-France publie une typologie des climats de la France métropolitaine dans laquelle la commune est exposée à un climat océanique et est dans la région climatique  Finistère nord, caractérisée par une pluviométrie élevée, des températures douces en hiver (6 °C), fraîches en été et des vents forts. Parallèlement l'observatoire de l'environnement en Bretagne publie en 2020 un zonage climatique de la région Bretagne, s'appuyant sur des données de Météo-France de 2009. La commune est, selon ce zonage, dans la zone « Monts d'Arrée », avec des hivers froids, peu de chaleurs et de fortes pluies.  
Pour la période 1971-2000, la température annuelle moyenne est de 11 °C, avec  une amplitude thermique annuelle de 11,4 °C. Le cumul annuel moyen de précipitations est de 1 114 mm, avec 16,4 jours de précipitations en janvier et 8,8 jours en juillet. Pour la période 1991-2020, la température moyenne annuelle observée sur la station météorologique la plus proche, située sur la commune de Duault à 6 km à vol d'oiseau, est de 11,6 °C et le cumul annuel moyen de précipitations est de 929,5 mm,. Pour l'avenir, les paramètres climatiques de la commune estimés pour 2050 selon différents scénarios d'émission de gaz à effet de serre sont consultables sur un site dédié publié par Météo-France en novembre 2022.

### Paysages et habitat
Le paysage agraire traditionnel de Carnoët est le bocage avec un habitat dispersé en écarts formés de hameaux (« villages ») et fermes isolées.
La forêt de Fréau, située pour l'essentiel dans la commune voisine de Poullaouen, déborde légèrement sur l'ouest du territoire communal.

### Transports
Le bourg de Carnoët n'est desservi que par des routes secondaires ; toutefois la RD 787 (ancienne RN 787), axe Carhaix - Guingamp, longe la vallée de l'Hyères, et traverse  la partie sud-est du finage communal. 
La gare ferroviaire de Carnoët-Locarn gare ferroviaire est située sur la ligne de Guingamp à Carhaix, ancienne ligne à voie métrique du Réseau breton, qui a été mise au gabarit normal ; la gare est située sur la commune de Locarn, près de Carnoët ; elle est éloignée des deux bourgs et située au lieu-dit Lochrist proche de la limite entre les deux communes. 

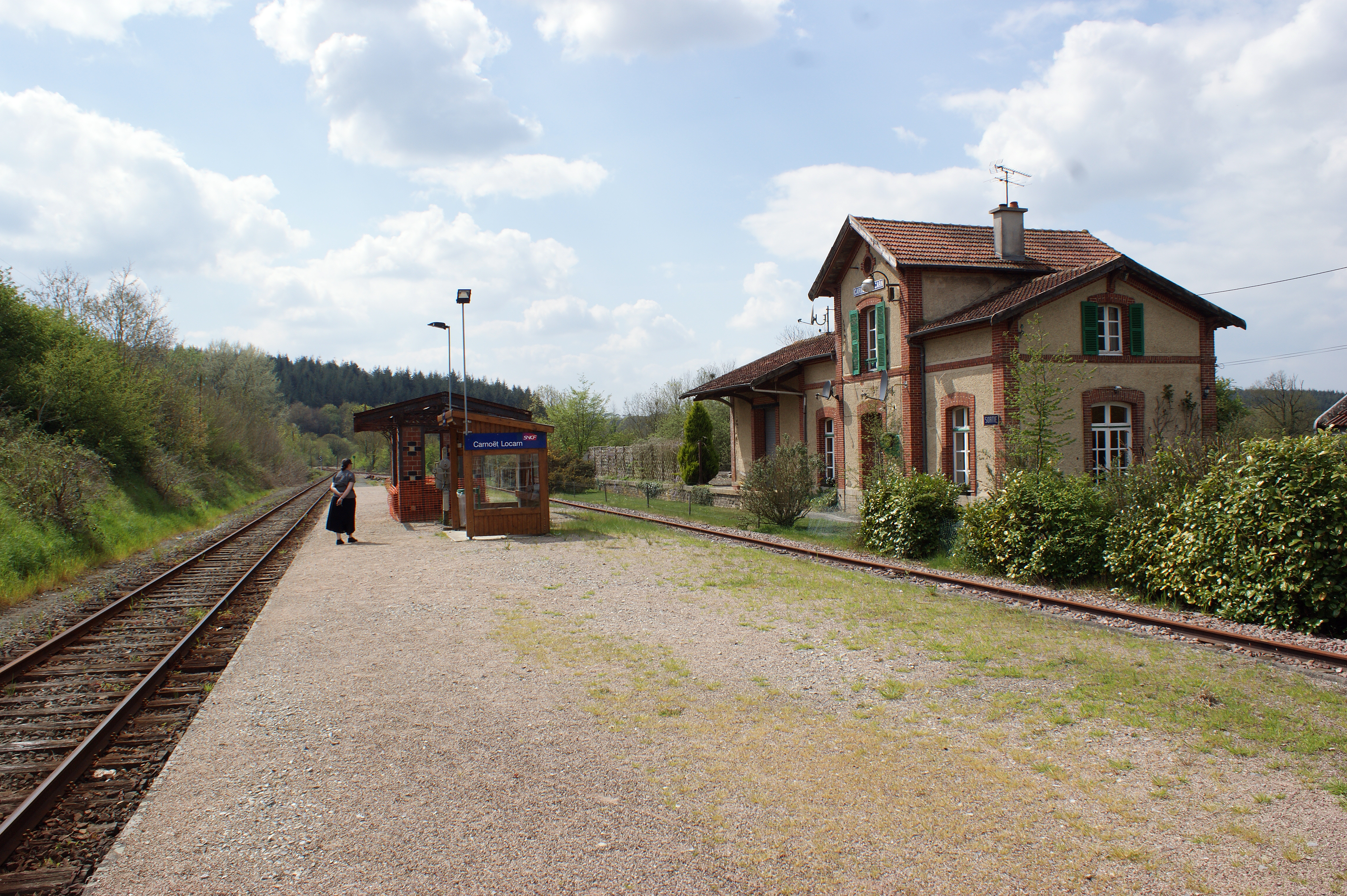
La halte ferroviaire de Carnoët-Locarn 1.
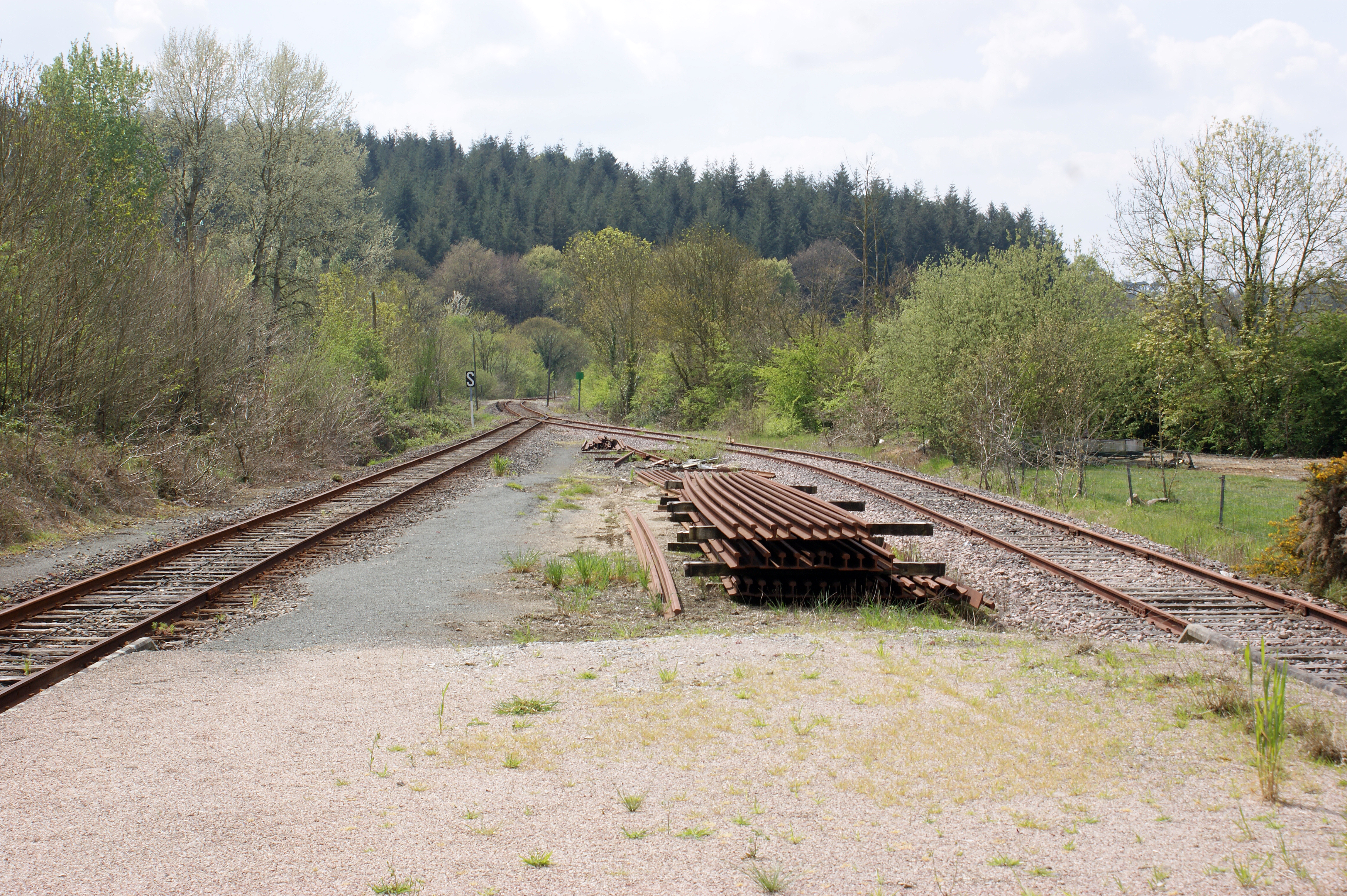
La halte ferroviaire de Carnoët-Locarn 2.

## Urbanisme

### Typologie
Au 1er janvier 2024, Carnoët est catégorisée commune rurale à habitat très dispersé, selon la nouvelle grille communale de densité à 7 niveaux définie par l'Insee en 2022.
Elle est située hors unité urbaine. Par ailleurs la commune fait partie de l'aire d'attraction de Carhaix-Plouguer, dont elle est une commune de la couronne,. Cette aire, qui regroupe 18 communes, est catégorisée dans les aires de moins de 50 000 habitants,.

### Occupation des sols
L'occupation des sols de la commune, telle qu'elle ressort de la base de données européenne d’occupation biophysique des sols Corine Land Cover (CLC), est marquée par l'importance des territoires agricoles (96,9 % en 2018), une proportion sensiblement équivalente à celle de 1990 (96,4 %). La répartition détaillée en 2018 est la suivante : 
terres arables (48,3 %), zones agricoles hétérogènes (41,4 %), prairies (7,3 %), forêts (2,3 %), zones urbanisées (0,8 %). L'évolution de l’occupation des sols de la commune et de ses infrastructures peut être observée sur les différentes représentations cartographiques du territoire : la carte de Cassini (XVIIIe siècle), la carte d'état-major (1820-1866) et les cartes ou photos aériennes de l'IGN pour la période actuelle (1950 à aujourd'hui).

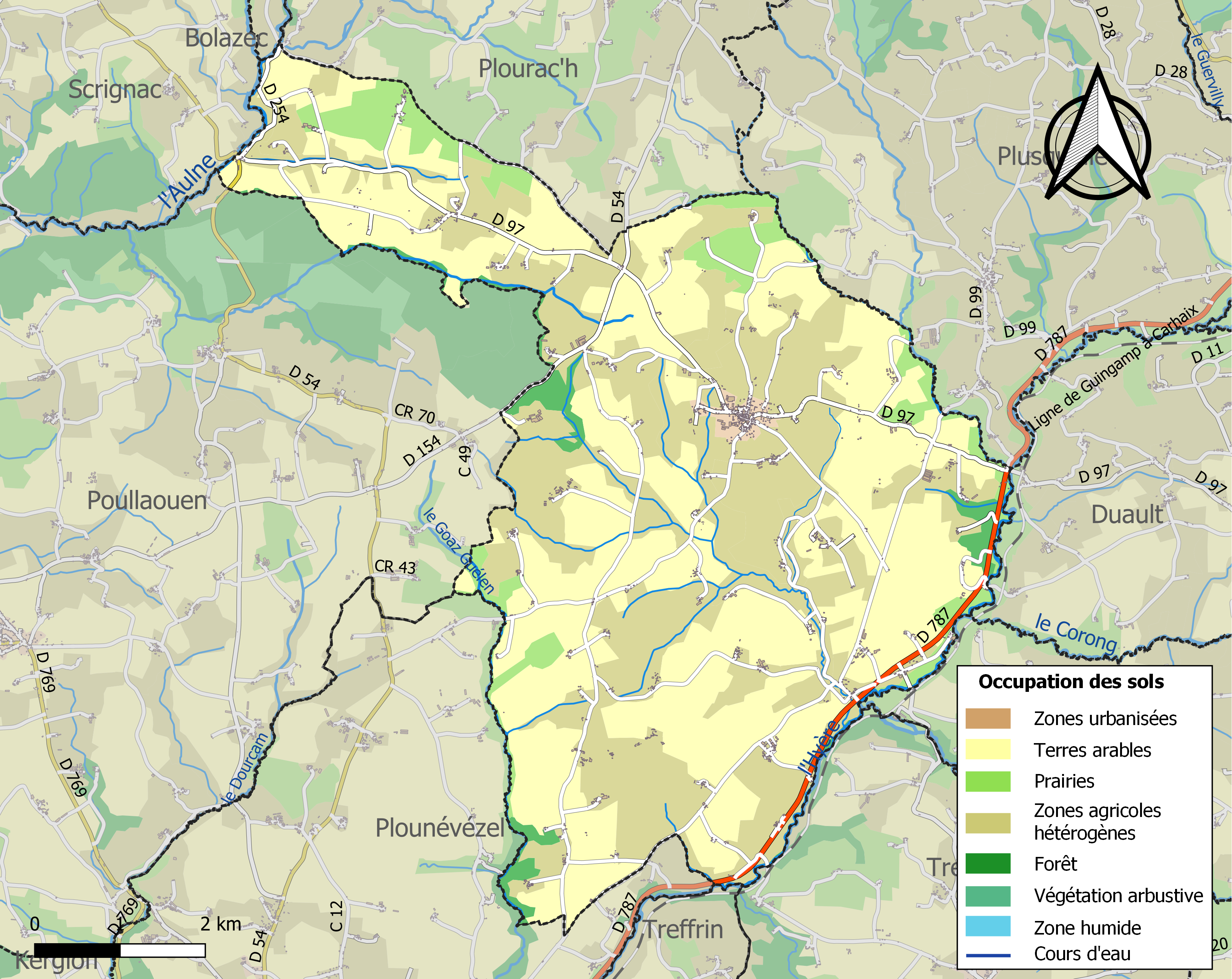
Carte des infrastructures et de l'occupation des sols de la commune en 2018 (CLC).

## Toponymie
Le nom de la commune est Karnoed en breton. Le nom est formé sur le breton karn qui signifie tas de pierre, avec le suffixe -oed qui lui désigne un ensemble. Selon une autre version, il signifierait « le rocher du bois » ou « le cairn du bois », les cairns étant nombreux dans la région.

## Histoire

### Préhistoire et Antiquité
À la fin du XIXe siècle, on répertoriait à Carnoët deux menhirs de trois et cinq mètres de haut. Le premier se situe près du village de Toul-ar-C'hoat. Le second qui se trouvait près du village de Lein fut détruit vers 1875 lors de la construction de la route allant de Carnoët à Trévenec. On le brisa pour empierrer la nouvelle route. La commune abrite également cinq tumulus: Saint-Gildas, Saint-Corentin et les trois tumuli de Trélan.
Le Poher  eut pour capitale la ville de Carhaix. À l'origine, Vorgium, l'antique ville gauloise des Osismes, était le centre routier gallo-romain le plus important  de l'Armorique occidentale.
La voie menant vers Lannion, Coz Yaudet et Perros-Guirec, au nord, avait un embranchement à Carnoët se dirigeant vers Morlaix et Saint-Pol-de-Léon.
Des traces d'occupation romaine existent. Trois voies romaines passaient par Carnoët) : Rospellem fournit de fréquents débris de briques romaines et un fragment de route pavée conduit de ce manoir à la chapelle Saint-Cadou. Selon la tradition, un camp romain aurait existé sur la colline de Tossen Sant Weltas. Aucune fouille ne l'a découvert même si un enclos a été identifié en 1931. Par contre, « les substructions d’une villa gallo-romaine avec conduits hypocaustes » ont été localisées près de la chapelle Saint-Gildas en 1959 par Roland Giot.

### Moyen Âge
Carnoët, paroisse très ancienne, issue d'un démembrement de l'ancienne paroisse de Poullaouen, fut une prébende du chapitre de Quimper dès le XIIIe siècle. La paroisse de Carnoët, alors appelée Carnoët-Poher, avait alors pour trève Saint-Corentin, chapelle qui est proche de Rospellem. La forêt de Coat-Fréau, vaste de 700 hectares, faisait alors partie de Carnoët (elle dépend désormais de Poullaouen). 
Des chapelles ont existé à Croaspérou, Kerranna, Kerautem, Locmaria, Lok Miquel, le Pénity, Saint-Cado, Saint-Conogan, Saint-Corentin, Saint-Efflam et Saint-Gildas ou Sant Veltas. Entre Hibridou et Le Guermeur un enclos porte le nom de Parc ou Placen ar Chapel. Les chapelles de Croaspérou, Kerranna, Locmaria, Lok Miquel, Saint-Conogan de Gollod-ar-River, Saint-Efflam de Lestern, sont maintenant détruites.
Il a pu exister un établissement religieux à Trévenec. Le château et la chapelle  n'existent plus aujourd'hui.
En 1197, la colline de Tossen Sant Weltas aurait été le lieu d'une bataille, dite "bataille de Saint-Gildas", opposant des troupes bretonnes qui auraient battu celles de Richard Cœur de Lion. Arthur de la Borderie a cru, à tort, pouvoir affirmer l'existence d'un monastère au sommet de cette colline.

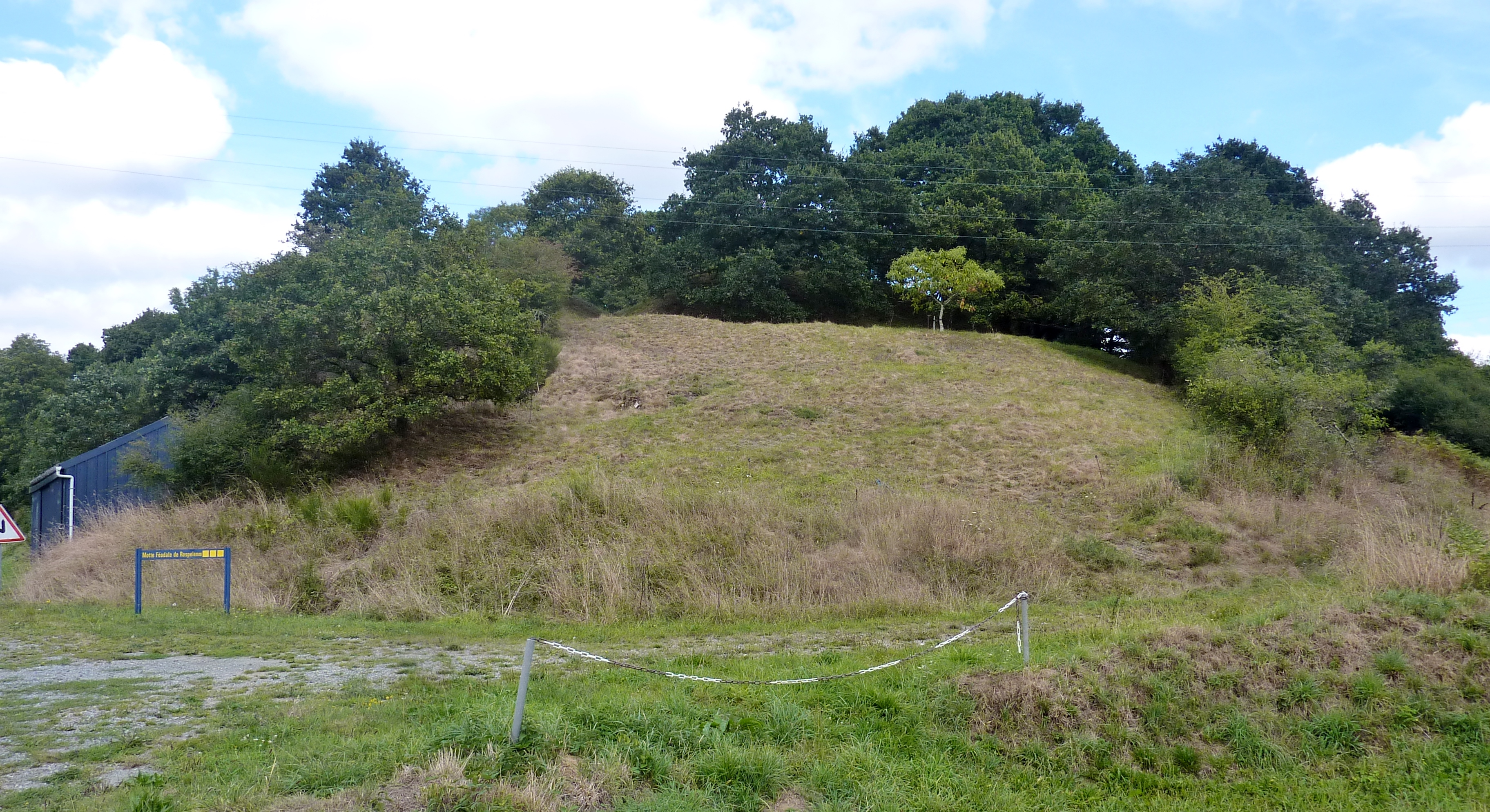
La motte féodale de Rospellem

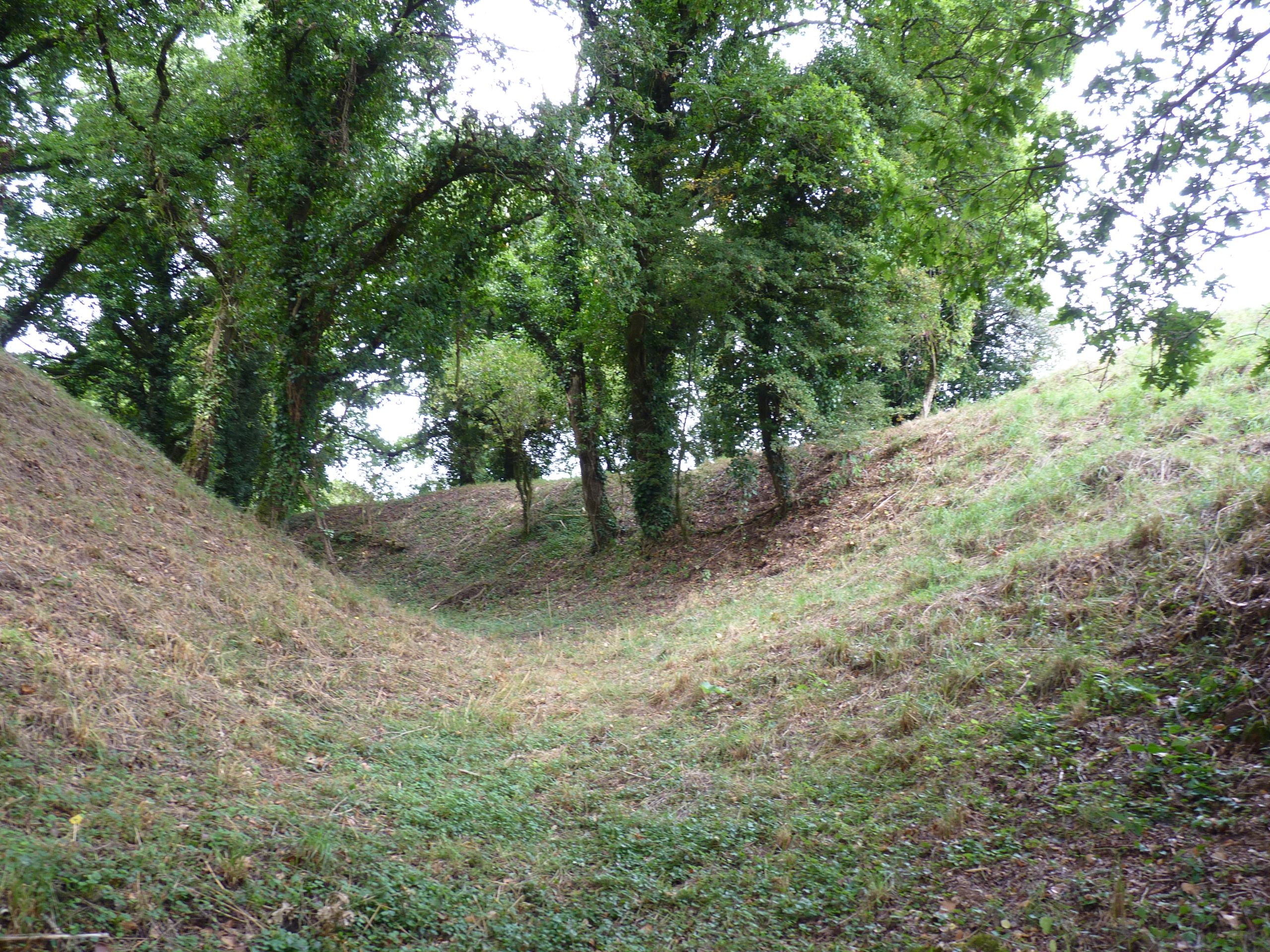
Fossé de la motte castrale de Rospellem

Carnoët ou Carnot, était une chastellerie comprenant cette paroisse et celles de Plourac'h et de Trébrivan. Elle renfermait en Carnoët, les châteaux de terre (mottes féodales) de Rospellem, près de la chapelle Saint-Cado, encore utilisée au XVIe siècle, pendant la Ligue, et celui de Tossen Sant Weltas (sur le site de ce qui est désormais la Vallée des Saints), voisin de l'enceinte fortifiée de Parc Menez Bihan. En Plourac'h se trouvait le château de Castel ar Poder, près de Bourgerel, dont il ne reste que les douves. En Trébrivan une vaste enceinte de terre domine le bois de Kerhuel.
La chastellerie de Carnoët (l'ancienne forteresse de la châtellenie se trouvait sur la colline Tossen Sant-Veltas) relevait de Carhaix au bailliage de Duault, avec prééminences d'église et justice patibulaire à 4 piliers de justice au bourg de Carnoët. Elle appartint successivement (car « tombant en quenouille ») aux familles Riou XIVe siècle, de Guermeur (Hervé du Guermeur épousa Marguerite du Chastel, sœur de Tanneguy III du Chastel), de Rostrenen (Jeanne de Guermeur épousa en 1419 Pierre VIII de Rostrenen), du Pont-l'Abbé (Marguerite de Rostrenen épousa vers 1440 Jean II du Pont-l'Abbé) (XVe-XVIe), de Foix (Louise du Pont-l'Abbé mariée à Pierre de Foix, un des fils de Gaston II de Foix-Candale), du Chastel (À la mort sans héritiers de Louise du Pont-l'Abbé, les baronnies de Pont-l'Abbé et Rostrenen reviennent à sa cousine Gilette du Chastel), du Quellenec (Gillette du Chastel se marie en 1517 avec Charles Ier du Quélennec), de Parthenay (Charles II du Quélennec, dit Soubise, se marie en 1569 avec Catherine de Parthenay). Pendant plus de trois siècles le sort de la seigneurie de Carnoët a été lié à celui de la baronnie de Rostrenen, elle-même liée pendant longtemps à celui de la baronnie de Pont-l'Abbé. 
Les autres principaux fiefs de la paroisse étaient Kerandraon, Kerautem, et Langle. Kerandraon, manoir avec juridiction, fut incendié par les Bonnets Rouges en 1675. Ce fief appartenait, au XVIIIe siècle à la famille Cleuz du Gage.
Kerautem, connu dès 1421, appartint à la famille de ce nom jusqu'en 1730 où il passa par alliance à la famille Kermerc'hou du Cosquer, puis à la famille de Kermerc'hou de Kerautem
Langle, uni à la seigneurie de Kerjégu, en Poullaouen, relevait directement de Carhaix avec haute justice à 4 piliers en Carnoët et juridiction en Landeleau, Carhaix-Plouguer, Plounévézel, Plouyé et Poullaouen. Cette seigneurie fut possédée par les familles Guillaume, Lebigot et Fleuriot suivant l'Histoire de Carnoët extraite de Le Poher, Finistère et Côtes-du-Nord, dont l'auteur est Henri Frotier de La Messelière, publié en 1949 par Les Presses bretonnes de Saint-Brieuc.

### Époque moderne
Pendant les Guerres de la Ligue, le brigand ligueur Guy Éder de La Fontenelle établit un temps son quartier général au château de Rospellem ; à partir de là il attaqua Carhaix, s'empara du château du Granec (en Collorec) et ravagea la région, pour affaiblir les familles huguenotes apparentées aux Rohan.
La chapelle Saint-Gildas fut édifiée au XVIe siècle non loin du Tossen Sant Weltas, ancienne forteresse de la chastellerie de Carnoët. Le clocher, plus moderne, est daté de 1757. On remarque sur les contreforts, les armes des Tournemine, de Kerautem, etc., Plusieurs sculptures extérieures sont particulièrement curieuses, à l'intérieur belles statues et sculptures du XVIe siècle. La chapelle Notre-Dame du Pénity, est une construction du XVIe siècle ; celle de Saint-Cado, date seulement du XVIIIe siècle.
L'auditoire de justice des seigneurs de Carnoët, dans la juridiction comprenait la paroisses de Carnoët et de Plourac'h , était adossé au mur du cimetière face au placître dans le bourg de Carnoët ; à partir de 1699, en raison du mauvais état du bâtiment, le sénéchal tint ses audiences à Plourac'h. Disposant du droit de haute justice, les fourches patibulaires étaient dans le bourg de Carnoët.
La châtellenie de Carnoët passe successivement aux mains des familles Guynement, de Beaumanoir (XVIe-XVIIe), de Cossé-Brissac (en raison du mariage en 1609 d'Hélène de Beaumanoir du Besso avec Charles de Cossé-Brissac), du Guémadeuc (François de Vignerot de Pontcourlay se marie vers 1629 avec Marie Françoise de Guémadeuc),
Vignerot du Plessis (devenu par l'héritage de son grand-oncle le cardinal de Richelieu Vignerot du Plessis-Richelieu), Le Bigot de Langle (Sébastien Bigot se marie en 1650 avec Mauricette de Langle, ce qui lui confère le titre de comte) et Fleuriot de Langle (XVIIIe siècle). 
Des gisements de plomb argentifère et cuivre furent exploités par une compagnie anglaise à partir de 1711, mais l'exploitation minière cessa au bout de 4 ou 5 ans. L'exploitation fut reprise épisodiquement à partir de 1740, principalement entre 1776 et 1780 (un puits atteignant la profondeur de 123 mètres), par la Compagnie de Poullaouen et du Huelgoat, mais l'envahissement par l'eau obligea de cesser l'exploitation minière.

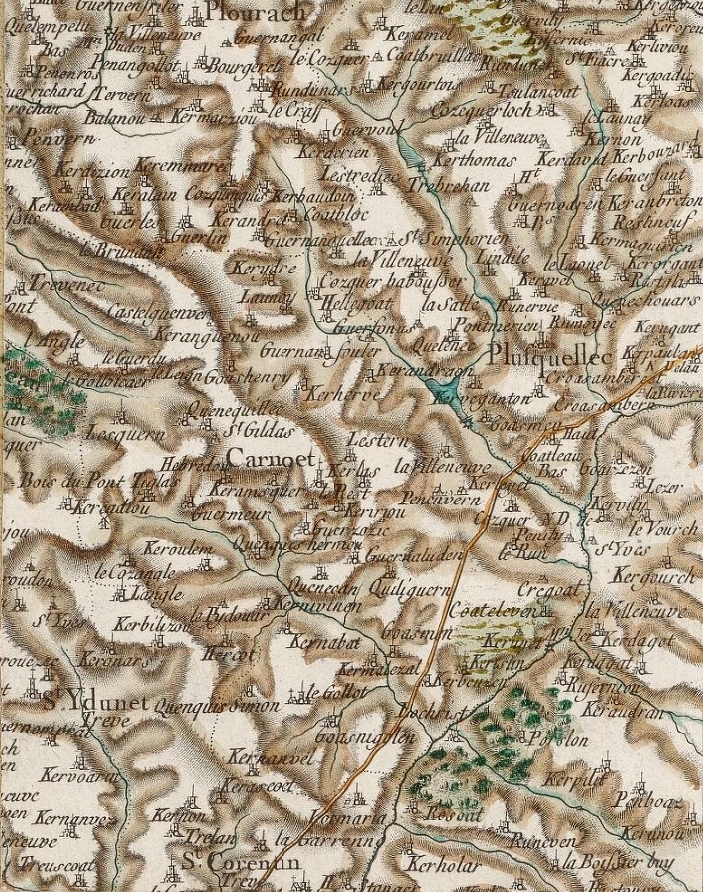
Carte de Cassini de la paroisse de Carnoët (1784).

Jean-Baptiste Ogée décrit ainsi Carnoët en 1778 :

« Carnoët ; ancienne châtellenie, sur une hauteur ; à 12 lieues et demie au nord-est de Quimper, son évêché ; à 29 lieues et demie de Rennes et à 2 lieues de Callac, sa subdélégation. Cette paroisse, dont la cure est à l'Ordinaire, relève du Roi et ressortit au siège royal de Carhaix. On y compte, y compris ceux de Saint-Corentin, sa trève, 2 000 communiants. Son territoire, montagneux et peu cultivé, ne renferme presque que des landes, des bois et la forêt de Fréau, qui appartient au Roi et peut contenir 992 arpents de terrain. La rivière d'Aulne prend sa source dans les environs de cette forêt, qu'elle arrose à l'ouest. À un tiers de lieue au sud se trouve l'ancienne chapelle de Saint-Corentin, maintenant trève ou succursale de cette paroisse. On y voit aussi la chapelle de Saint-Gildas (...). Les maisons nobles du territoire de Carnoët sont Kerjegu, l'Angle et Carnot, hautes, moyennes et basses justices, à M. Fleuriot de l'Angle ; Kerandraon, moyenne et basse justice, à M. de Locmaria ; le château de Gourlan, situé sur le bord de la forêt, et Kerautem. »

À la veille de la Révolution la paroisse de Carnoët était une prébende canoniale de Quimper, c'est-à-dire du chapitre de chanoines de la cathédrale de Quimper.

### La Révolution française

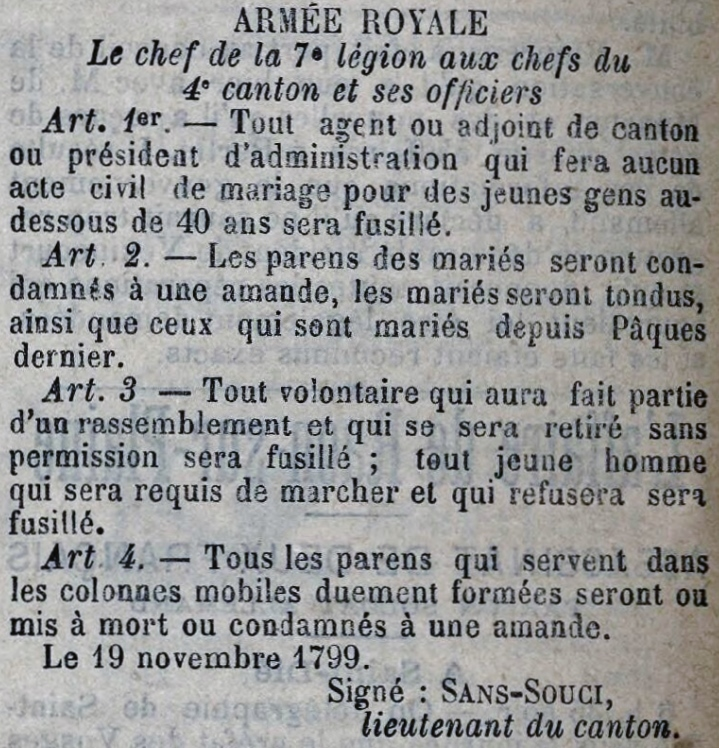
Proclamation du chef chouan Guillaume Le Guern, dit Sans-Souci, chef de la 7e légion de l'armée royale, en date du 19 novembre 1799, affichée notamment à Carnoët.

La trève de Saint-Corentin fut incorporée dans la commune de Carnoët lors de sa création en 1790 ; la commune devint chef-lieu de canton jusqu'en juin 1797, date où elle fut rattachée au canton de Duault. 
C'est en vain que « en 1790, les paroisses de Plévin, Paule, Trébrivan, Carnoët, Maël-Carhaix et Duault demandèrent à être rattachées au district de Carhaix et à être disjointes du département des Côtes-du-Nord » parce que « les habitans de ces paroisses qui ne parlent que l'idiome breton répugnent à se rendre à Saint-Brieuc où ils ne sont point entendus ».
Le recteur de Carnoët, Henri Menyel, refusa de prêter le serment à la Constitution civile du clergé et fut donc non jureur.
Le calvaire du cimetière fut mutilé par les patriotes de Carhaix en 1794. Des chouans, commandés par Guillaume Le Guern, dit Sans-Souci, chef de la 7e légion de l'armée royale, furent actifs dans la région de Carnoët vers 1799. C'est lui qui assassina notamment des agents de l'administration départementale à Plourac'h et à Lohuec.

### LeXIXesiècle
A. Marteville et P. Varin, continuateurs d'Ogée, décrivent ainsi Carnoët en 1843 :

« Carnoët (sous l'invocation de saint Corentin) : commune formée par l'ancienne paroisse de ce nom, y compris Saint-Corentin, sa trève, qu'elle a gardée, aujourd'hui succursale. (...) Principaux villages : Quinquis, Kerhervé-Largoat, Trévenec, Langle-Lezer, le Lein, Quénéquillec, Lestern, la Ville-Neuve, Kerlastre, Ar Goazquer, Coat-Cleven, Keristin, le Buénou, Locmaria, Saint-Anger-Huellan, Trélin, Kernonn, Kernanvel, Quinquisimon, Kernivinen, Goasuigolen, Gollot-la-Rivière, Quennecan, Quilliguern, Kerriou, Guermeur, Guersozic, Hibridou. Superficie totale : 4 113 hectares dont (...) terres labourables 2 246 ha, prés et pâturages 466 ha, bois 74 ha, vergers et jardins 30 ha, landes et incultes 1 152 ha (...). Moulins : 5 (de Kerandraou, de Pinity, d'Hière, de Poulmic). (...) L'église de Carnoët semble être du XVIe siècle. La chapelle Saint-Gildas (...) est remarquable ; sa tour est de construction moderne. Les autres chapelles qui existent encore sont :Saint-Efflam, Croaspérou, Saint-Conogan, Loc-Michel, N. D. de Pénityet Saint-Cadou, qui a dû être la chapelle du château de Rospellem : ces deux dernières sont les seules desservies. Les deux châteaux de Langleet de Keven-Craon sont totalement en ruines. (...). Il y avait un assez beau dolmen au Guerfmeur ; mais il a été détruit en 1840. (...)Cette commune exporte des blés, mais surtout de l'avoine pour Bordeaux, et des miels pour la Suède. Géologie : schiste argileux, roches amphiboliques ; anciennes mines de plomb argentifère ; à Kerayet et à Kerlest, on exploite du minerai pour Poullaouen. (...) On parle le breton »

Joachim Gaultier du Mottay indique en 1862 que Carnoët a alors une école de garçons ayant 25 élèves et qu'une foire est organisée dans la commune le lundi après le premier dimanche de septembre ; il ajoute : « Territoire très accidenté, mais plus particulièrement dans la partie sud ; peu boisé dans ses parties basses et pas du tout dans ses parties élevées (...). Un quart environ de la commune est encore en landes. L'église paroissiale est dédiée à saint Pierre ; son architecture appartient au XVIe siècle, mais est inférieure à celle de la chapelle Saint-Gildas qui est de la même époque et qui possède dans une crypte le tombeau de son saint patron, que de nombreux pèlerins viennent de loin honorer le premier dimanche de septembre. Nous citerons aussi les chapelles de Penity, de Saint-Corentin et de Saint-Cadou. Sur le mamelon de Saint-Gildas, on voit les traces d'un camp romain circulaire, dont les fossés ont 7 mètres de profondeur. On voit aussi les traces de la voie romaine de Carhaix à Lannion, et ces traces sont surtout très apparentes près du château de Rospellen. Au village de Lincarnoët, menhir d'environ 5 mètres de hauteur. (...) »
L'église paroissiale Saint-Pierre-et-Saint-Paul a été entièrement reconstruite en 1888 et 1889, selon les plans de l'architecte Ernest Le Guerranic.
La gare de Carnoët-Locarn ouvre en 1893, en même temps que la mise en exploitation de la ligne ferroviaire de Guingamp à Carhaix.

### LeXXesiècle

#### LaBelle Époque
En 1911, le maire de l'époque, Couillec, dut prendre un arrêté municipal pour interdire « toute découpe de porcs vivants aux pardons de Saint-Gildas ». Le journal Le Figaro qui s'en fait l'écho ajoute : « C'est la fin d'une vieille coutume barbare qui s'était maintenue à travers les âges au fond de ces campagnes cornouaillaises ».

#### La Première Guerre mondiale

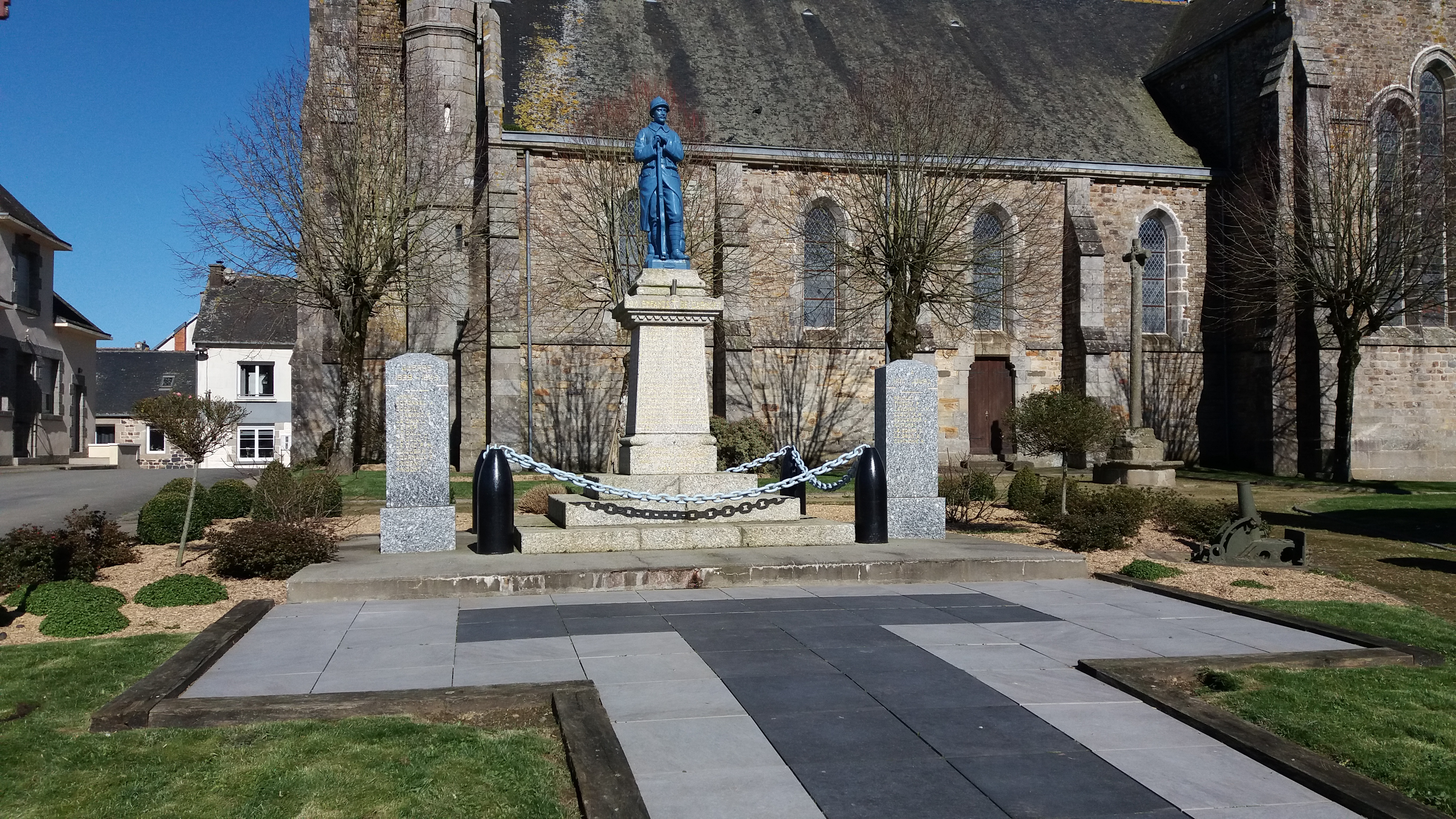
Carnoët : le monument aux morts.

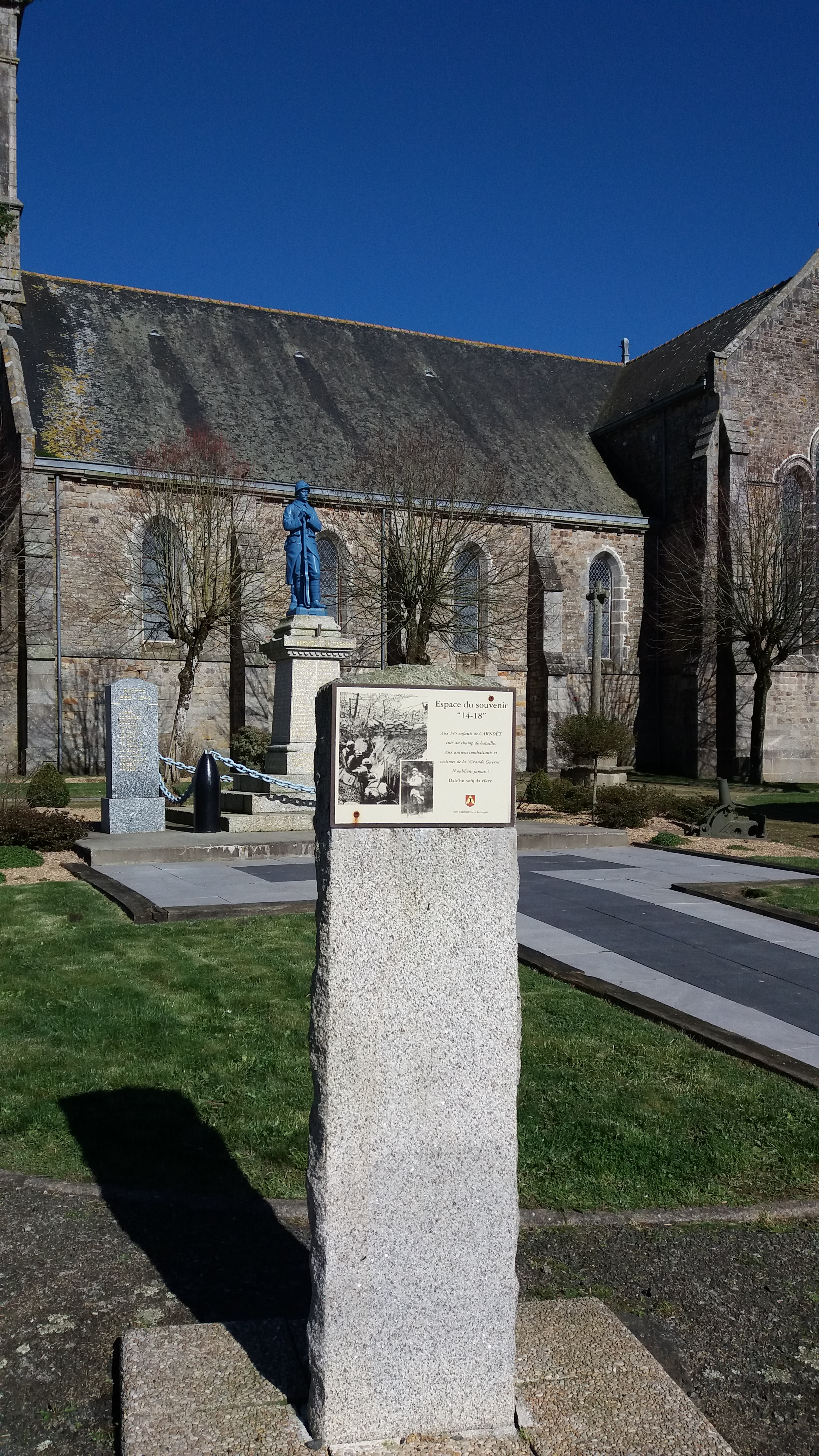
Plaque commémorative en l'honneur des 145 soldats de Carnoët morts pour la France pendant la Première Guerre mondiale.

Le monument aux morts de Carnoët porte les noms de 145 soldats morts pour la France pendant la Première Guerre mondiale ; parmi eux, 10 au moins sont morts sur le front belge dont 9 dès 1914 (Auguste Clech, Jean Guéguen, Pierre Guyader, Joseph Motreff et Yves Mouzer à Langemark (tous soldats du 71e régiment d'infanterie territoriale) ; François Thépault à Maissin ; Jean Le Clec'h à Rossignol ; Yves Boulanger et Joseph Le Bonhomme à Ypres) ainsi que Jean Moysan à Nieuport en 1916 ; deux (Pierre Le Borgne et François Le Gac) sont morts alors qu'ils étaient prisonniers en Allemagne ; la plupart des autres sont décédés sur le sol français dont Yves Le Bonhomme, Yves Le Roux et Jean Tincuff décorés de la Croix de Guerre. Ce monument aux morts porte aussi les noms de 7 personnes mortes pour la France à des dates non précisées,.
Yves-Marie Le Jan, né le 2 avril 1891 au moulin de Kerandraou en Carnoët, clerc de notaire, soldat au 41e régiment d'infanterie, a consigné les faits saillants de ses journées de guerre dans cinq petits carnets rédigés en breton.

#### L'Entre-deux-guerres

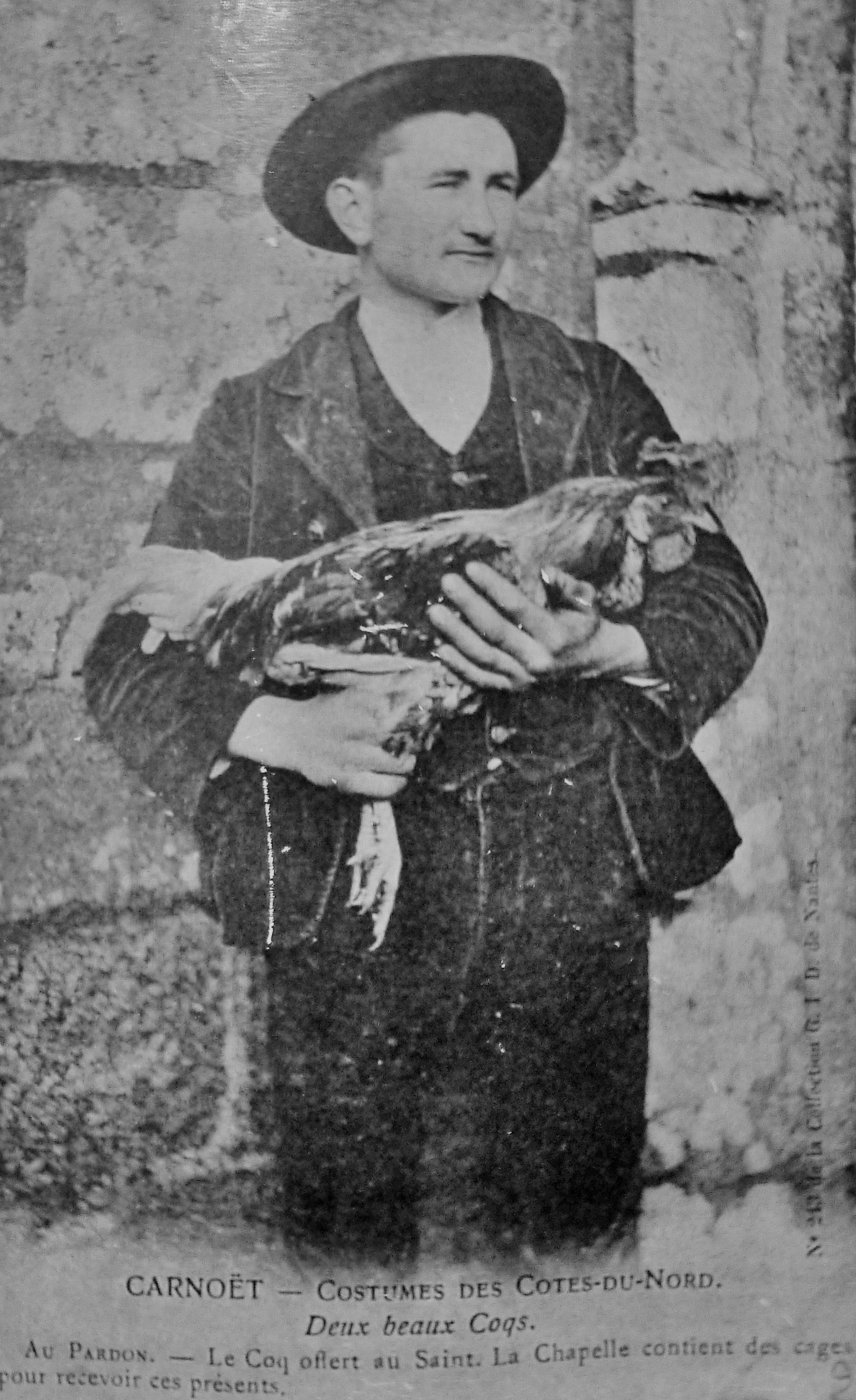
Homme offrant un coq lors du pardon de la chapelle Saint-Gildas.
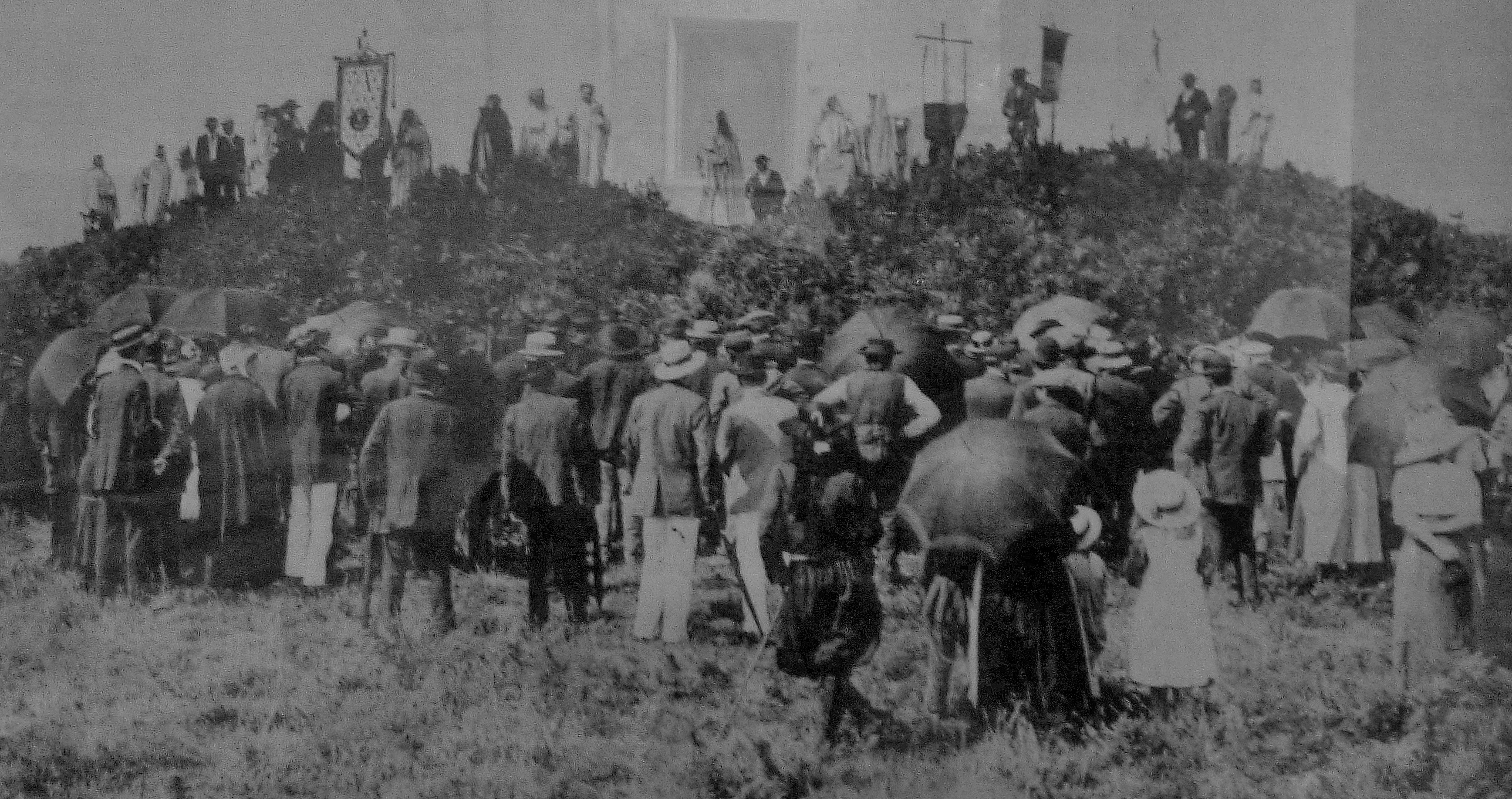
Le gorsedd des bardes à Saint-Gildas (vers 1930).
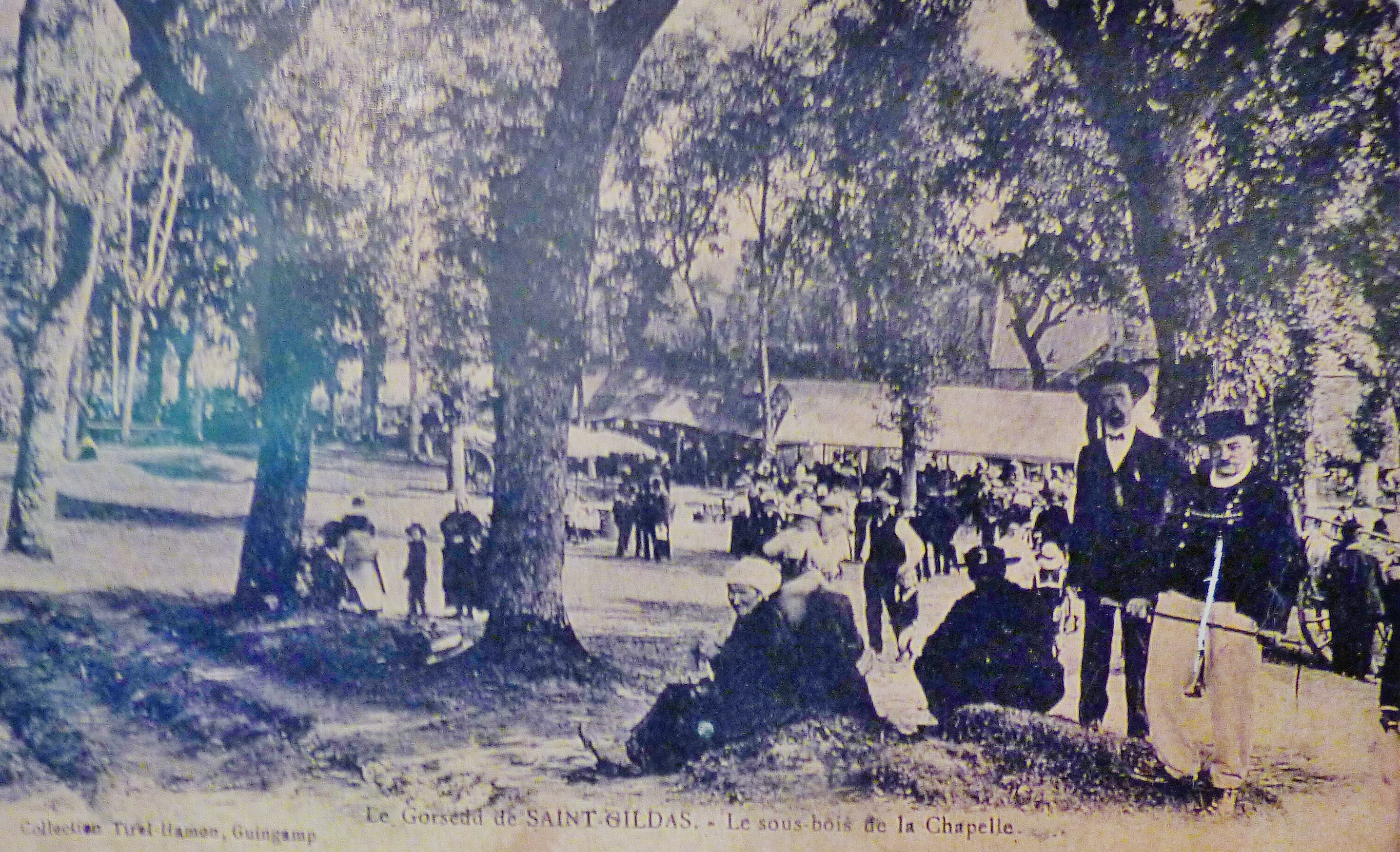
Le gorsedd de Saint-Gildas : le sous-bois de la chapelle.

#### La Seconde Guerre mondiale
Le monument aux morts de Carnoët porte les noms de 13 personnes mortes pour la France pendant la Seconde Guerre mondiale ; parmi elles Auguste Dugay, résistant, fusillé le 6 mai 1944 à Ploufragan.

#### L'après Seconde Guerre mondiale
Lucien Huitorel est mort pour la France pendant la Guerre de Corée, Raymond Capitaine pendant la Guerre d'Algérie.

### LeXXIesiècle
Les écoles de Plourac'h, Carnoët et Plusquellec se sont unies en un regroupement pédagogique intercommunal (RPI), constitué de trois classes, réparties entre les trois communes (c'est la classe de CE1-CE2 qui se trouve à Carnoët ; 19 élèves à la rentrée 2022). En février 2024 les maires de celles-ci demandent l'ouverture pérenne de la quatrième classe, obtenue à titre provisoire en 2023, ce qui était refusé par l'inspection académique, mais a été finalement accordé.

## Économie
Le commerce à Carnoët est peu important, on y compte 3 bars et environ 6 commerces pour les habitants (café-brasserie, épicerie, entreprise des bâtiments, brasserie des bières artisanales...). Il y a 5 entreprises pour les agriculteurs dont une coopérative agricole, des transporteurs d'aliments et une usine d'aliments.
De plus il y a 2 administrations : la mairie, l'école.
L'agriculture est l'activité principale à Carnoët où sont produits du lait (vaches Prim'Holstein), de la viande (vaches charolaises), des volailles et des céréales.

## Tourisme, culture et identité
Lancé par Philippe Abjean, le projet de la Vallée des Saints a démarré sur Carnoët avec des statues monumentales d'ores et déjà en place sponsorisées par différentes entreprises. À terme, le projet utilisant les savoir-faire de l'industrie granitière bretonne souhaite créer un parc monumental de 1000 statues évoquant les saints bretons sur un parc d'environ 40 hectares.

## Politique et administration

### Liste des maires
| Période                                  | Période               | Identité              | Étiquette | Qualité                                                              |
| ---------------------------------------- | --------------------- | --------------------- | --------- | -------------------------------------------------------------------- |
| Les données manquantes sont à compléter. |                       |                       |           |                                                                      |
|                                          |                       | Le Corre              |           |                                                                      |
| 1793                                     | 1793                  | Jean Marie Henry      |           |                                                                      |
|                                          |                       | Le Roux               |           |                                                                      |
|                                          |                       | Jouan                 |           |                                                                      |
|                                          |                       | Le Quemener           |           |                                                                      |
| avant 1806                               | 1813                  | Jacques Blanchard     |           | Boisier.                                                             |
| 1813                                     | 1816                  | Jean François Lozach  |           |                                                                      |
| 1816                                     | 1829                  | Vincent Connan        |           |                                                                      |
| 1829                                     | 1834                  | Yves Blanchard        |           | Cultivateur.                                                         |
| 1834                                     | 1854                  | Jean François Vauchel |           | Propriétaire à Quenequillec                                          |
| 1854                                     | 1855                  | Guillaume Trémel      |           | Notaire.                                                             |
| 1855                                     | 1865                  | François Marie Henry  |           | Cultivateur.                                                         |
| 1865                                     | 1868                  | Jean Claude Paul      |           | Cultivateur.                                                         |
| 1868                                     | 1876                  | Jean Louis Jouan      |           |                                                                      |
| 1876                                     | 1884                  | François Vauchel      |           |                                                                      |
| 1884                                     | 1887                  | Yves Le Roc'h         |           |                                                                      |
| 1887                                     | 1892                  | Pierre Le Bon         |           |                                                                      |
| 1892                                     | 1896                  | Yves Débordès         |           | Laboureur.                                                           |
| 1896                                     | 1920                  | Guillaume Couillec    |           | Tailleur d'habits et commerçant                                      |
| 1920                                     | après 1920            | Casimir Couillec      |           | Commerçant Fils de Guillaume Couillec, maire précédent               |
| avant 1932                               | après 1937            | Jean-Louis Le Lay     |           |                                                                      |
| Les données manquantes sont à compléter. |                       |                       |           |                                                                      |
| octobre 1947                             | mai 1953              | Jean-Marie Minez      | PCF       | Cultivateur                                                          |
| mai 1953                                 | mars 1989             | Joseph Tréguier       | Centriste | Cultivateur retraité                                                 |
| mars 1989                                | 1er mars 2011 (décès) | Rémi Lorinquer        | PS        | Agriculteur 3e vice-président de la CC Callac - Argoat (2001 → 2008) |
| 12 avril 2011,                           | 28 mars 2014          | Marie Guéguen         |           | Agricultrice retraitée Première adjointe au maire (2008 → 2011)      |
| 28 mars 2014                             | 3 juillet 2020        | Isabelle Nicolas      | DVG       | Fonctionnaire                                                        |
| 3 juillet 2020                           | En cours              | Pascal Leyour         | DVG       | Agriculteur Premier adjoint au maire (2016 → 2020)                   |

## Démographie
| 1793  | 1800  | 1806  | 1821  | 1831  | 1836  | 1841  | 1846  | 1851  |
| ----- | ----- | ----- | ----- | ----- | ----- | ----- | ----- | ----- |
| 1 433 | 1 365 | 1 461 | 1 471 | 1 841 | 1 931 | 2 013 | 2 060 | 2 169 |

| 1856  | 1861  | 1866  | 1872  | 1876  | 1881  | 1886  | 1891  | 1896  |
| ----- | ----- | ----- | ----- | ----- | ----- | ----- | ----- | ----- |
| 2 048 | 2 034 | 2 125 | 2 202 | 2 101 | 2 107 | 2 202 | 2 291 | 2 367 |

| 1901  | 1906  | 1911  | 1921  | 1926  | 1931  | 1936  | 1946  | 1954  |
| ----- | ----- | ----- | ----- | ----- | ----- | ----- | ----- | ----- |
| 2 239 | 2 382 | 2 538 | 2 454 | 2 328 | 2 079 | 1 939 | 1 912 | 1 729 |

| 1962  | 1968  | 1975  | 1982 | 1990 | 1999 | 2006 | 2008 | 2013 |
| ----- | ----- | ----- | ---- | ---- | ---- | ---- | ---- | ---- |
| 1 489 | 1 350 | 1 061 | 840  | 727  | 729  | 751  | 756  | 701  |

| 2018 | 2022 | - | - | - | - | - | - | - |
| ---- | ---- | - | - | - | - | - | - | - |
| 651  | 667  | - | - | - | - | - | - | - |

## Lieux et monuments

### Monuments religieux
- L'église paroissiale Saint-Pierre-et-Saint-Paul (1888).

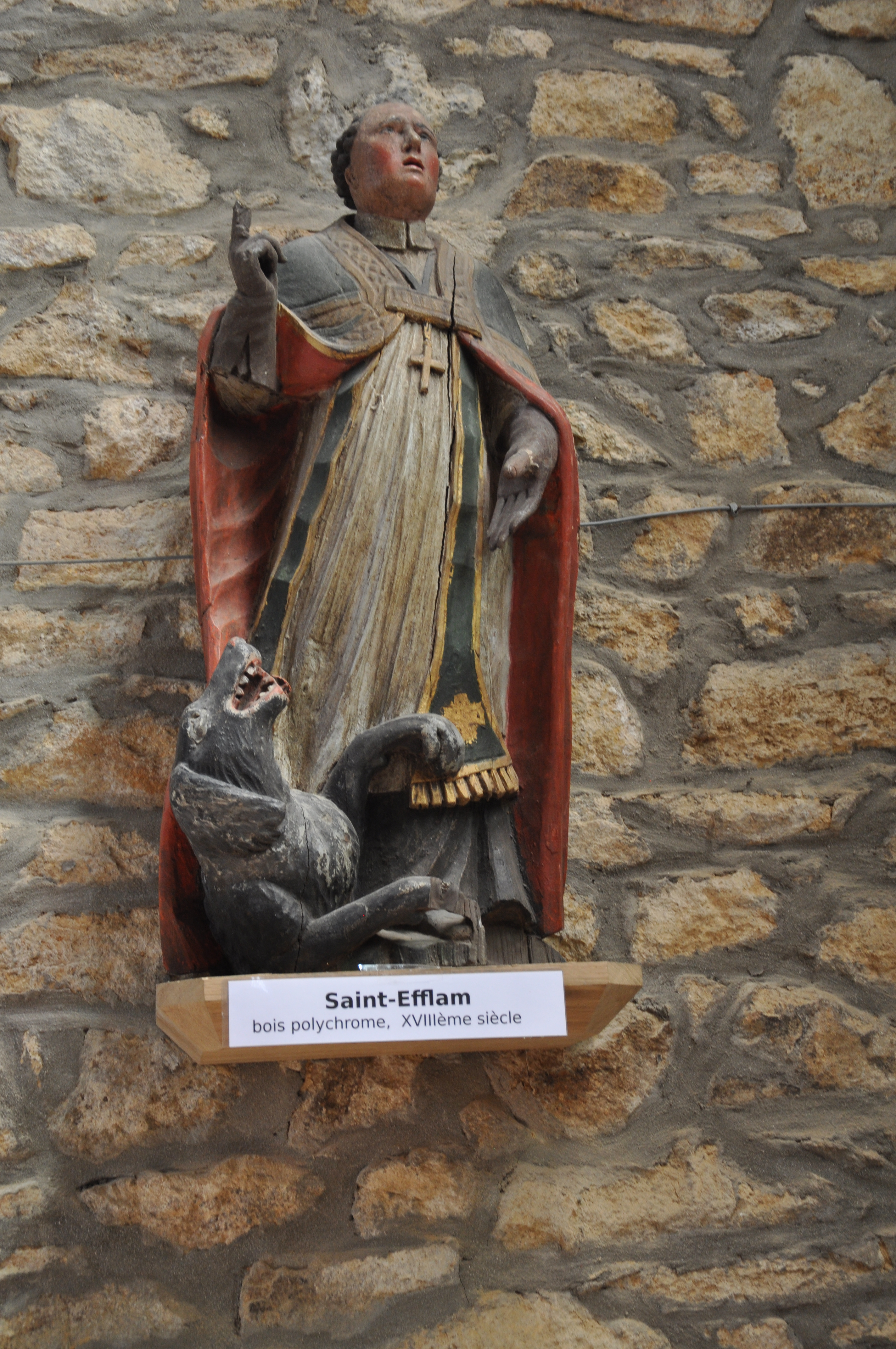
Église Saint-Pierre-et-Saint-Paul : statue de saint Efflam.

- La chapelle Saint-Gildas, dédiée à saint Gildas, datant pour partie du XVIe siècle et de style Beaumanoir et pour partie du XVIIe siècle (une inscription sur la porte principale indique le nom de Noël Marchou, qui fut recteur de la paroisse de Carnoët entre 1737 et 1761), conserve un sarcophage de l'époque mérovingienne, la tradition locale l'associant au saint éponyme[62] ; « en cette auge sépulcrale actuellement vide, on couche les petits enfants malades pour qu'ils reprennent des forces » écrit René Jouan en 1901[63]. La chapelle a malheureusement été pillée vers 1965. La fontaine monolithique située à proximité était jadis fréquentée par les chevaux[64]. Le grand pardon se déroule toujours chaque premier dimanche de septembre[65]. La chapelle est inscrite sur la liste des monuments historiques le 19 juillet 1972[66].

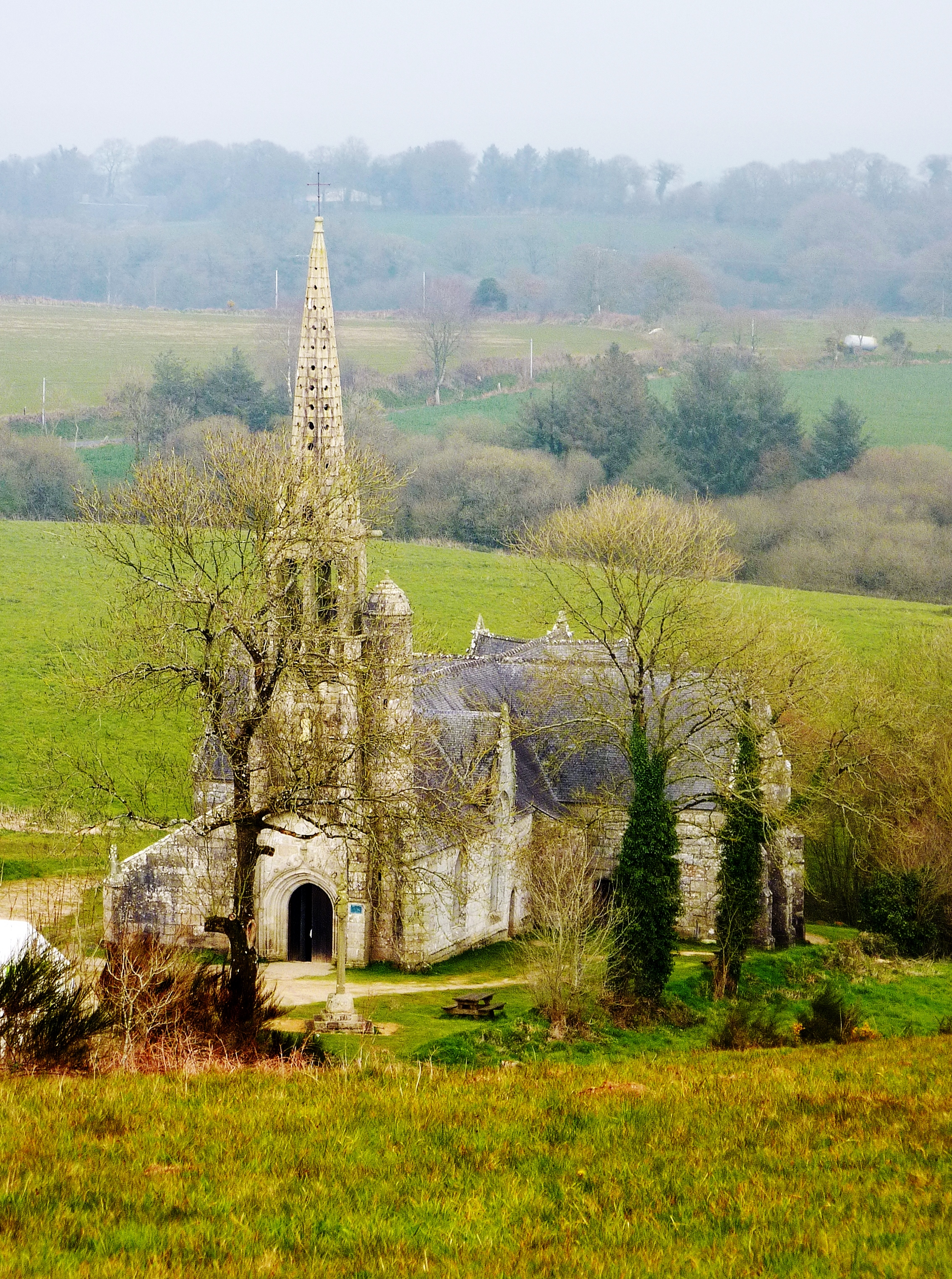
La chapelle Saint-Gildas vue depuis la colline de la « Vallée des Saints ».
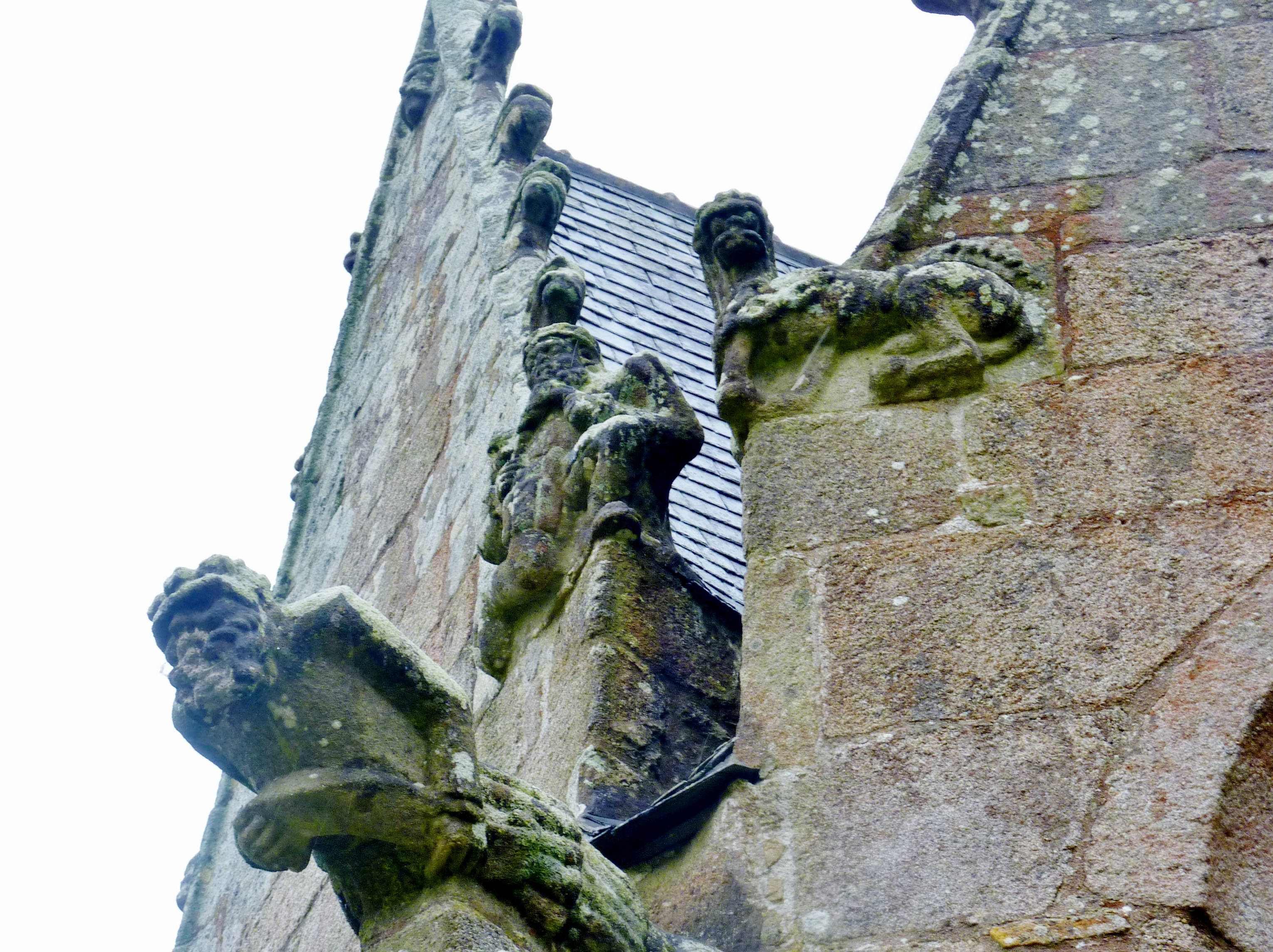
Chapelle Saint-Gildas : grotesques sur un mur extérieur de la chapelle.
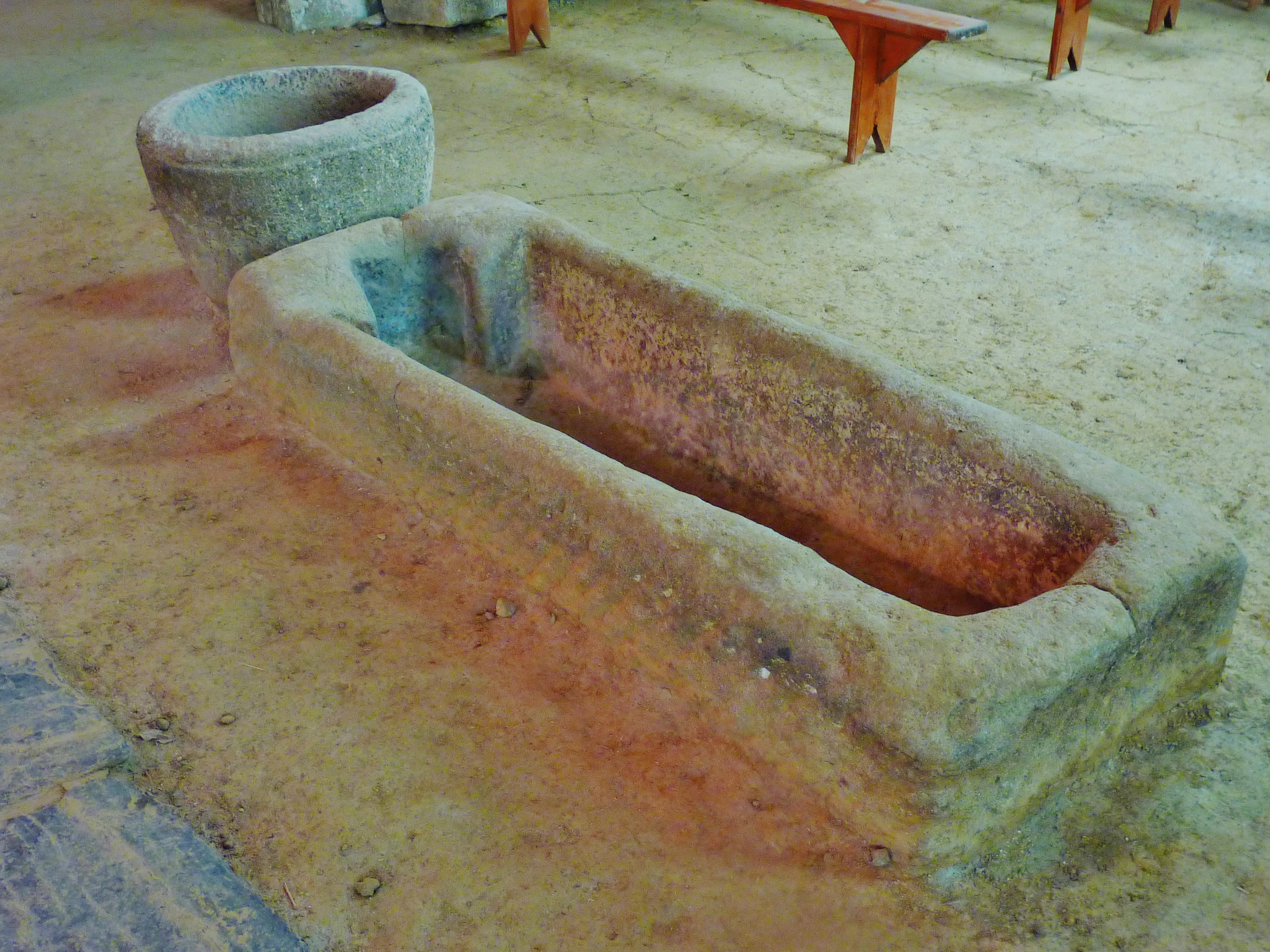
Chapelle Saint-Gildas : sarcophage que la tradition dit, à tort, être celui de saint Gildas.
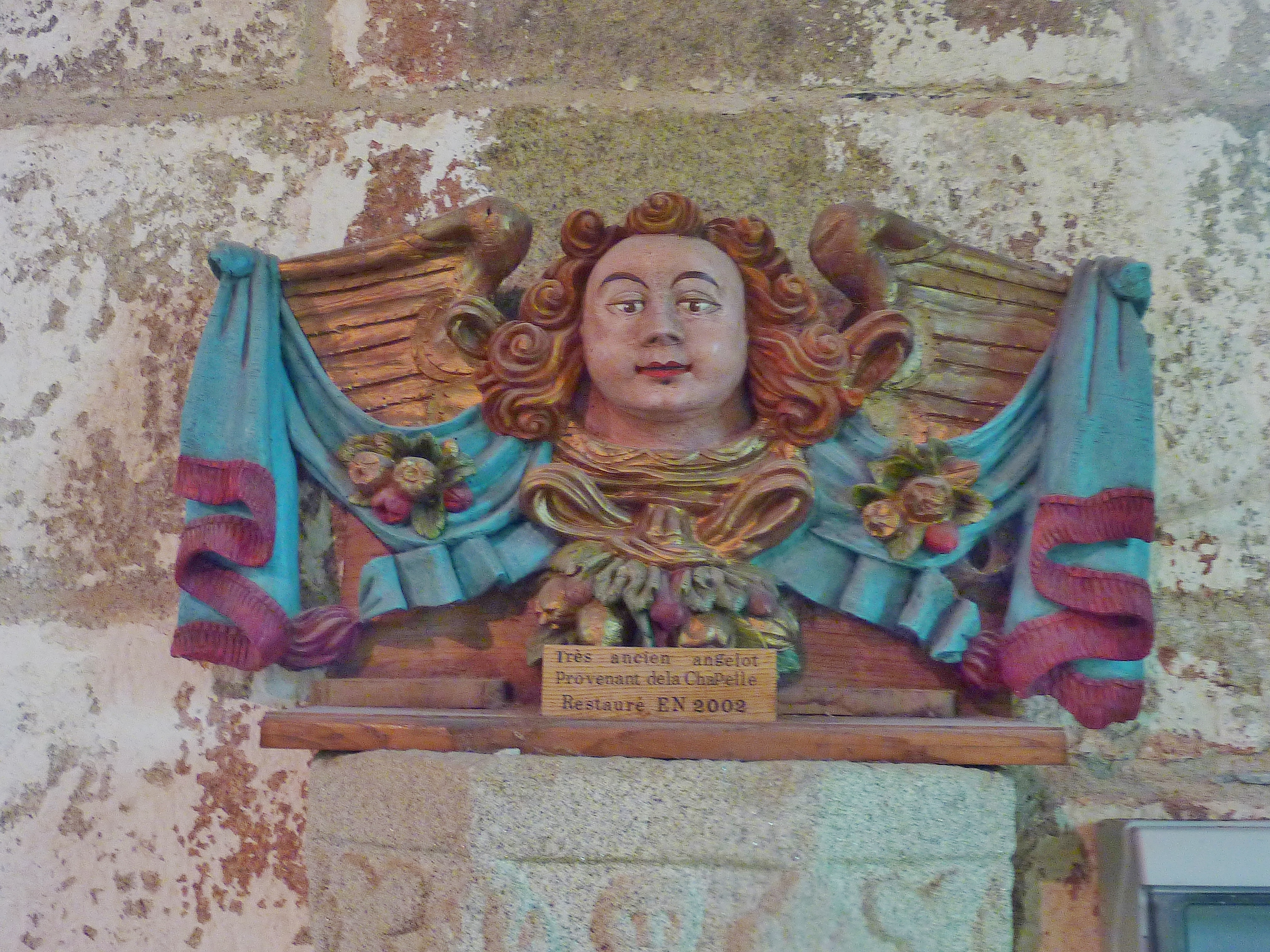
Chapelle Saint-Gildas : très ancien angelot (restauré en 2002).
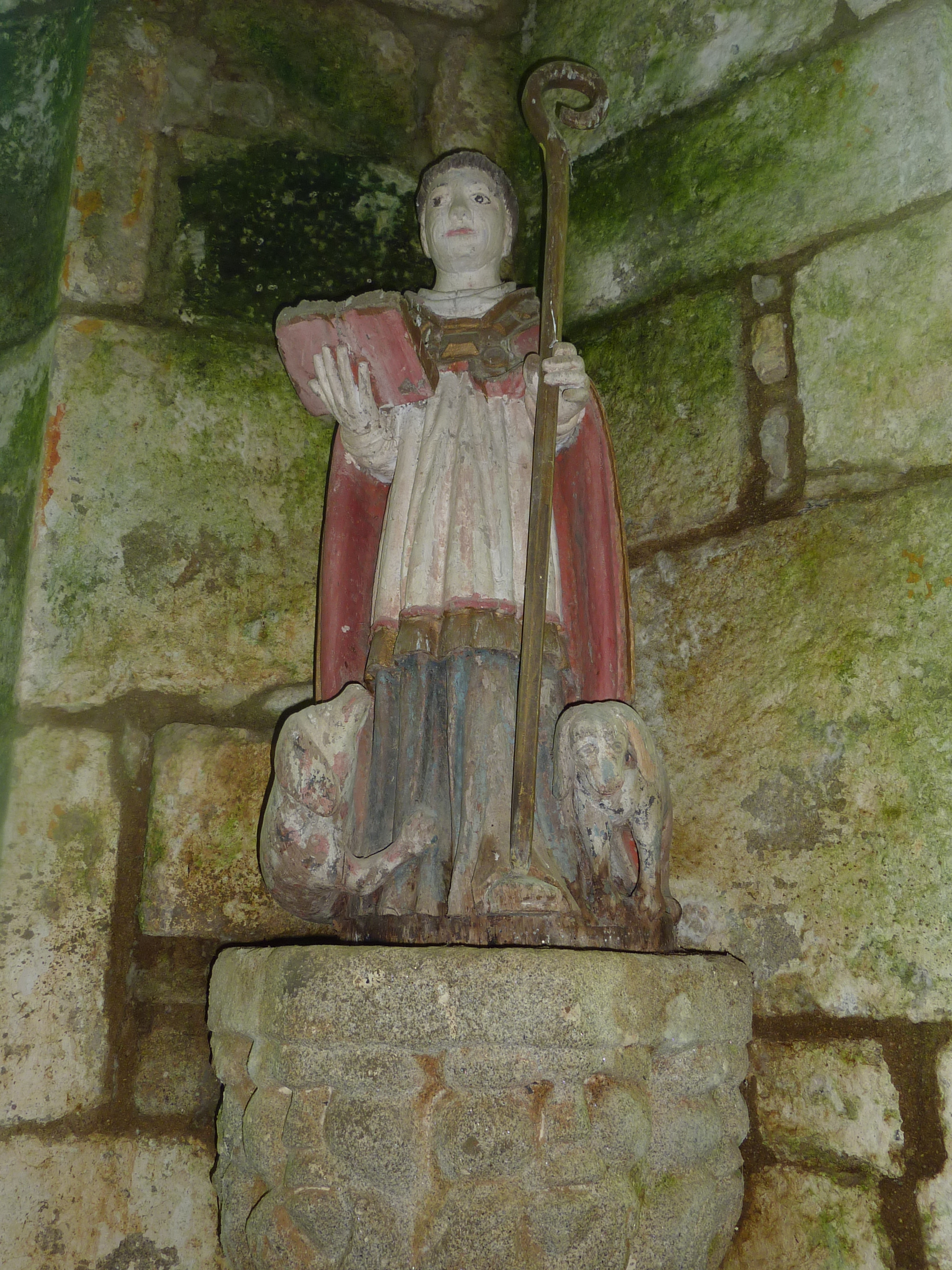
Chapelle Saint-Gildas : statue de saint Gildas, représenté avec un chien et un porc car il était invoqué pour les maux de dents et les morsures de chiens enragés.
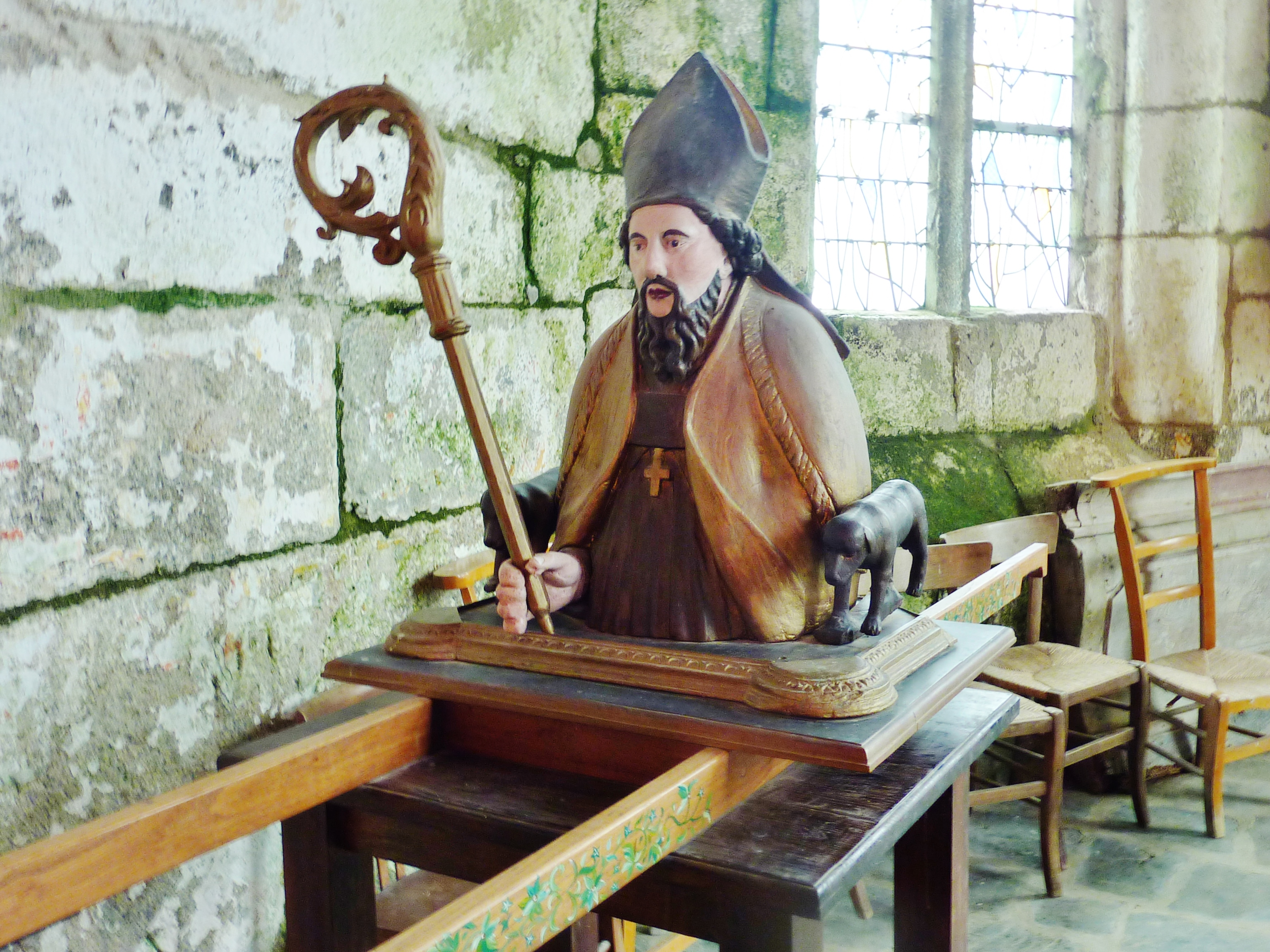
Chapelle Saint-Gildas : statue de saint Gildas destinée à être portée lors des processions de pardon.
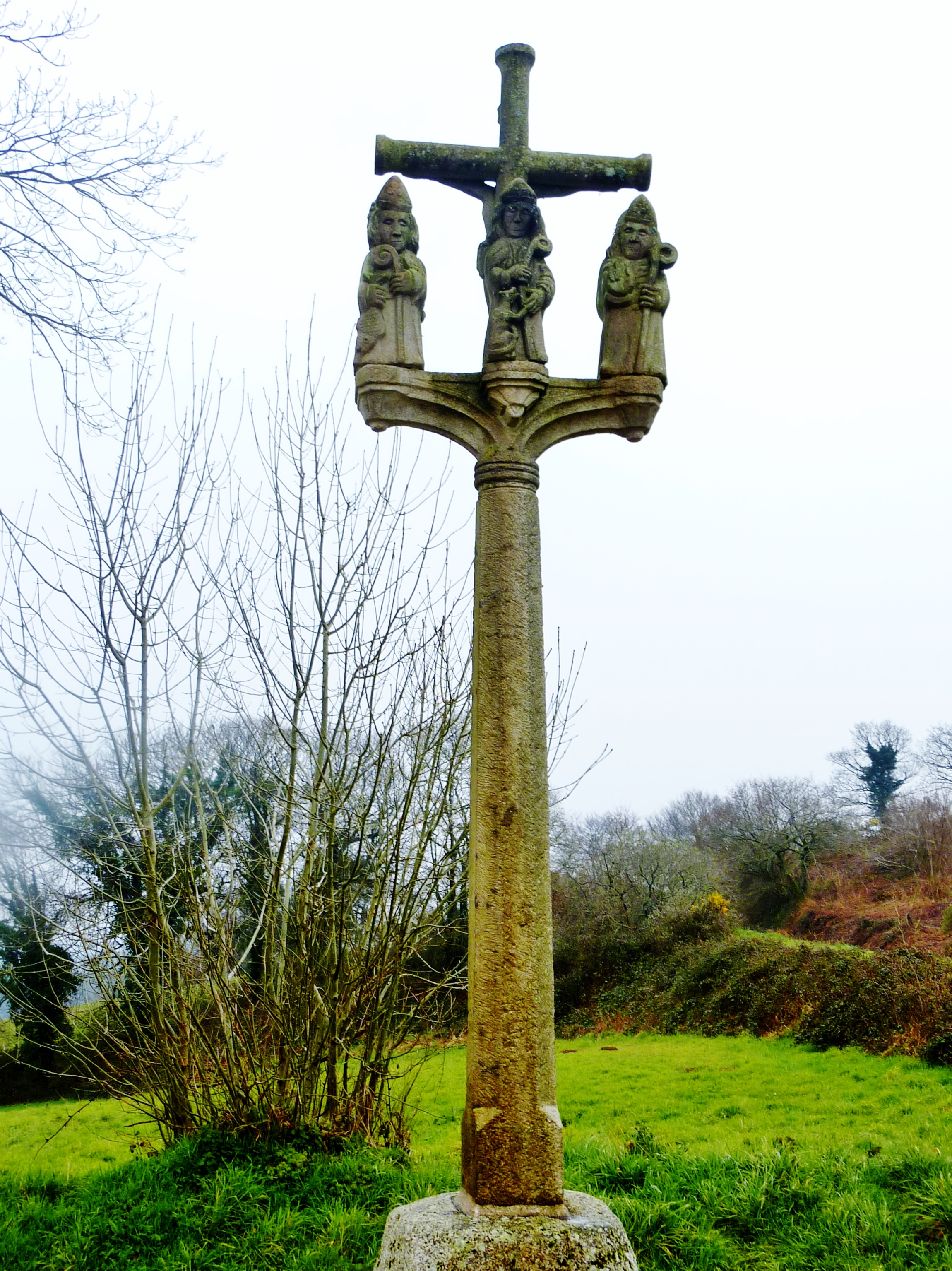
Le calvaire près de la chapelle Saint-Gildas.
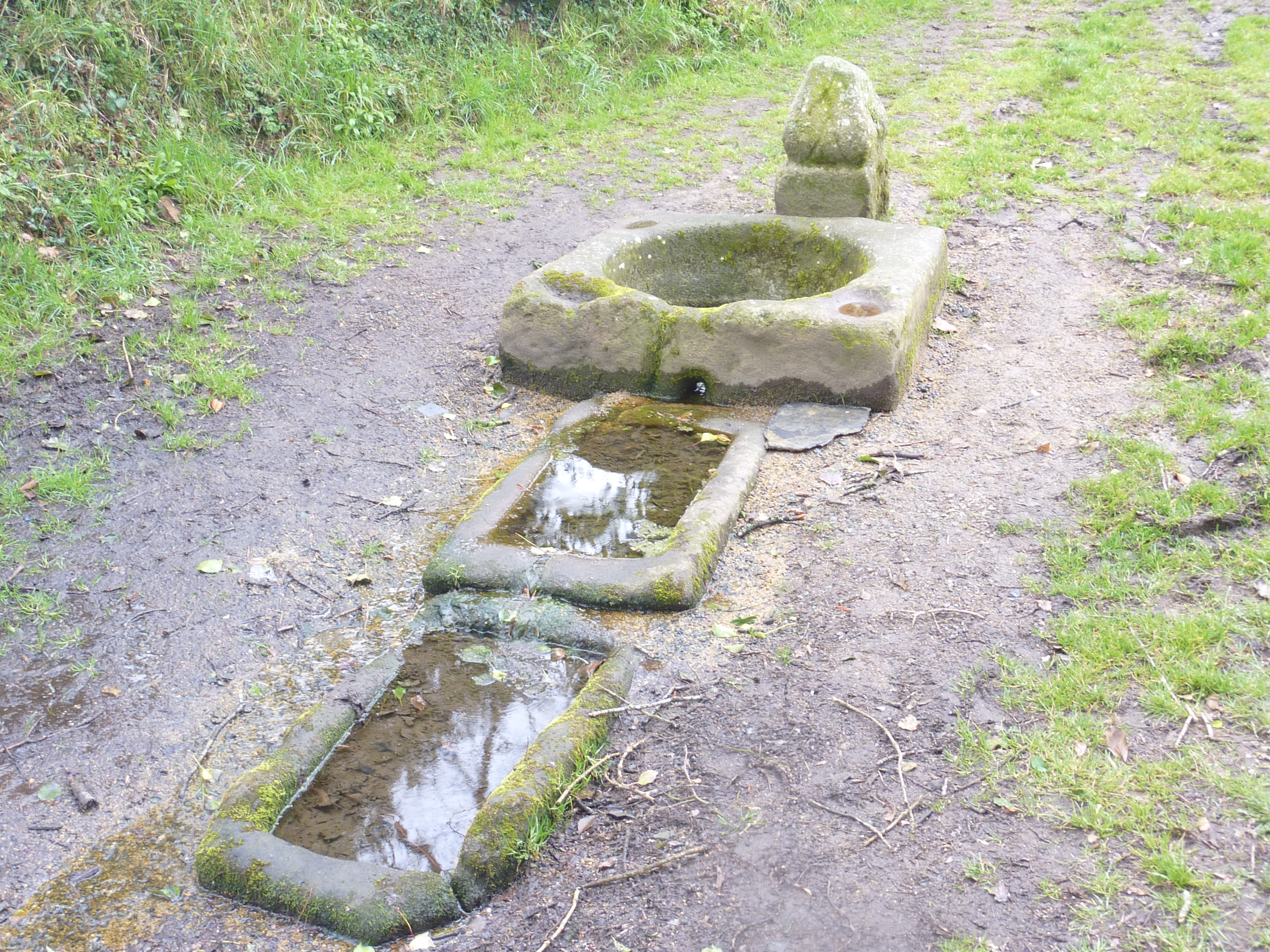
La fontaine située en contrebas de la chapelle Saint-Gildas.

- La chapelle Saint-Corentin, dédiée à saint Corentin : c'est une ancienne église tréviale du XVe siècle, restaurée en 1930. On y voit de belles statues anciennes et des panneaux sculptés du XVIe siècle. Sur la balustrade du chœur est gravé un écusson à 3 faces avec bordure chargée d'annelets ou besants qui pourrait être celui de Kerautem ou celui de la famille de Coethual.
- La chapelle Notre-Dame et moulin du Pénity (XVIe siècle) (inscrits sur la liste des monuments historiques le 22 janvier 1927)[67].
- La chapelle Saint-Cado (XVIIIe siècle) ; c'est probablement l'ancienne chapelle privée du château de Rospellem.

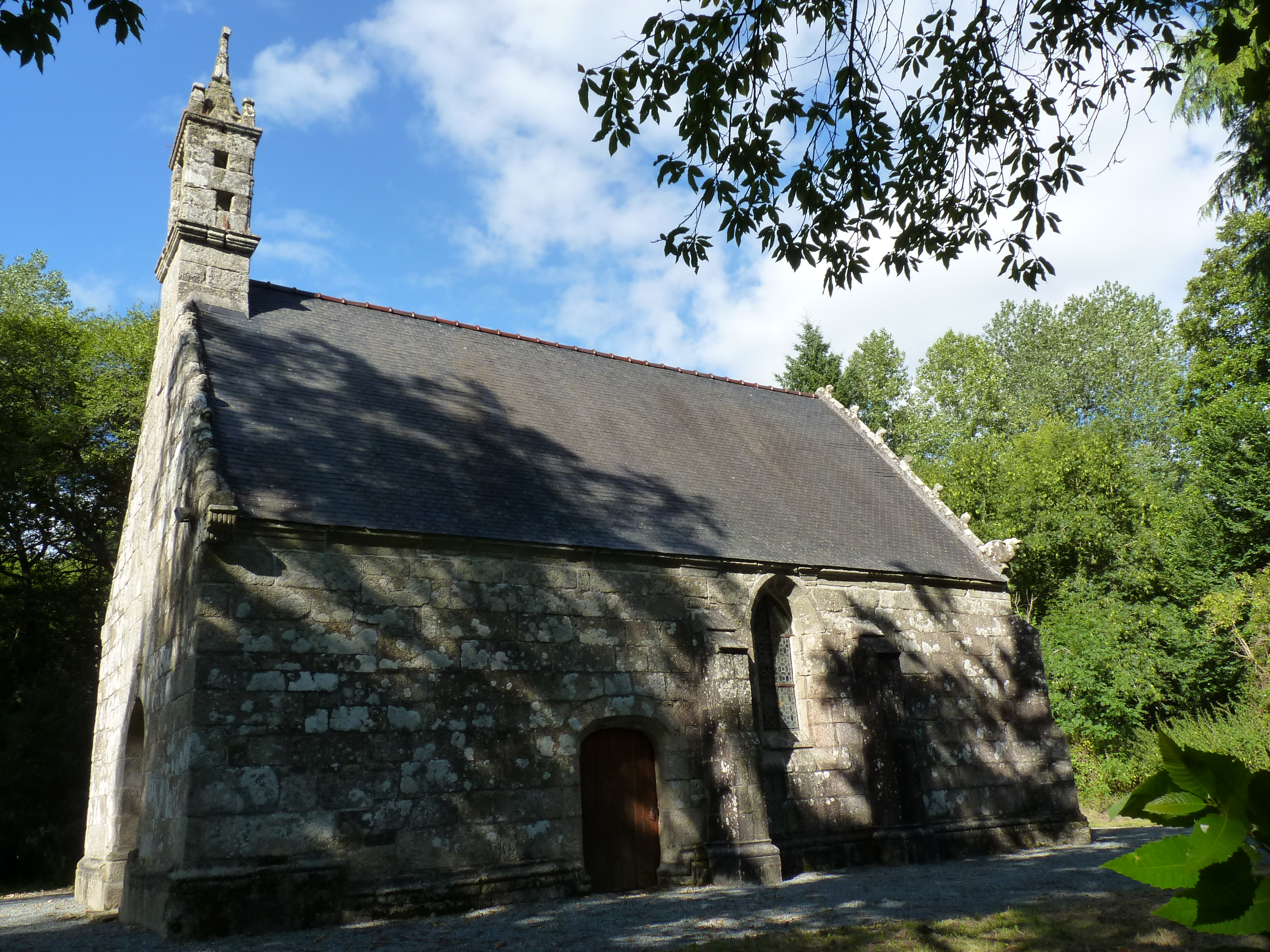
La chapelle Notre-Dame-de-Pénity.
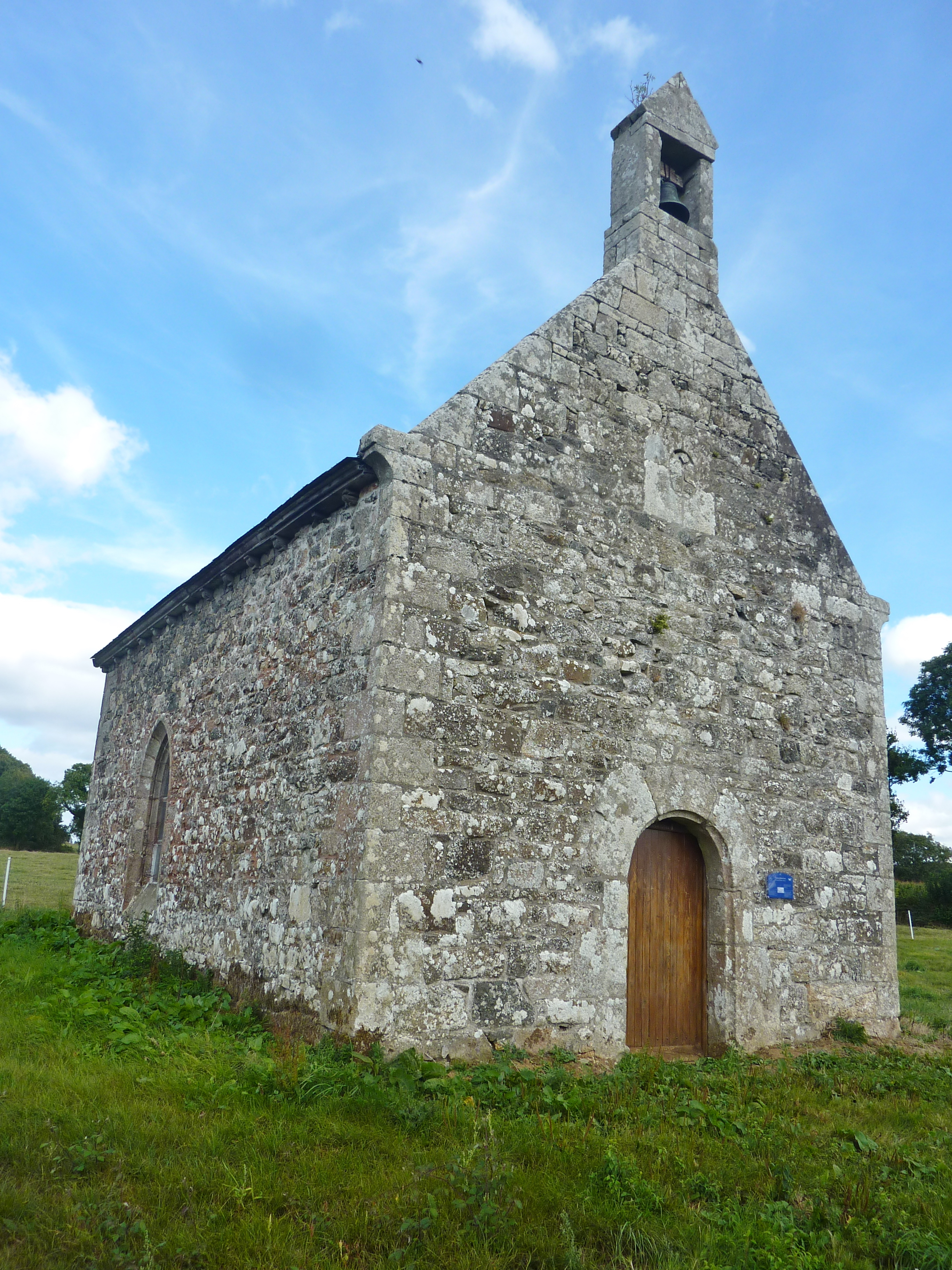
La chapelle Saint-Cado.

- Le Calvaire de Carnoët.

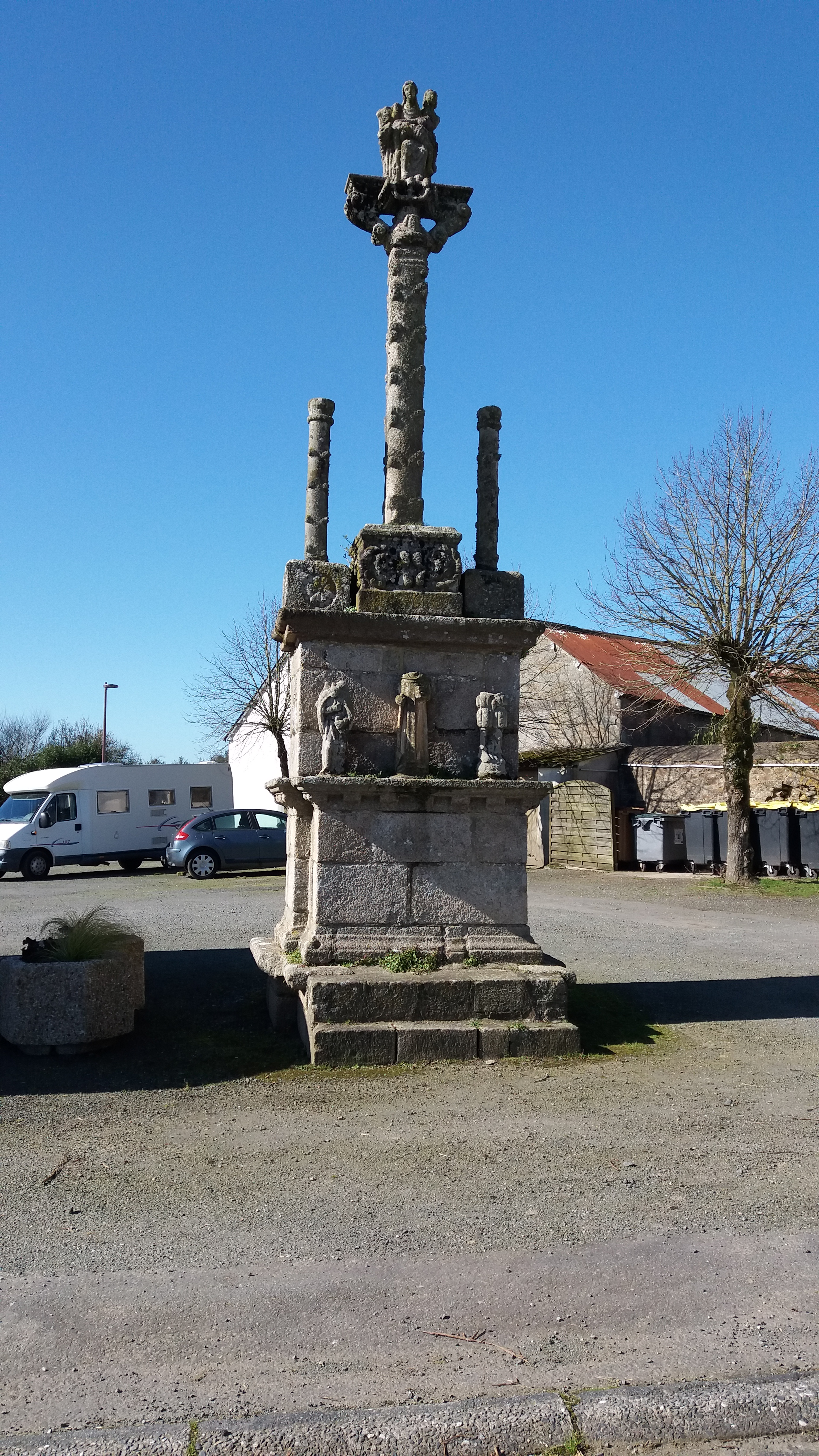
Le calvaire de Carnoët : vue d'ensemble.
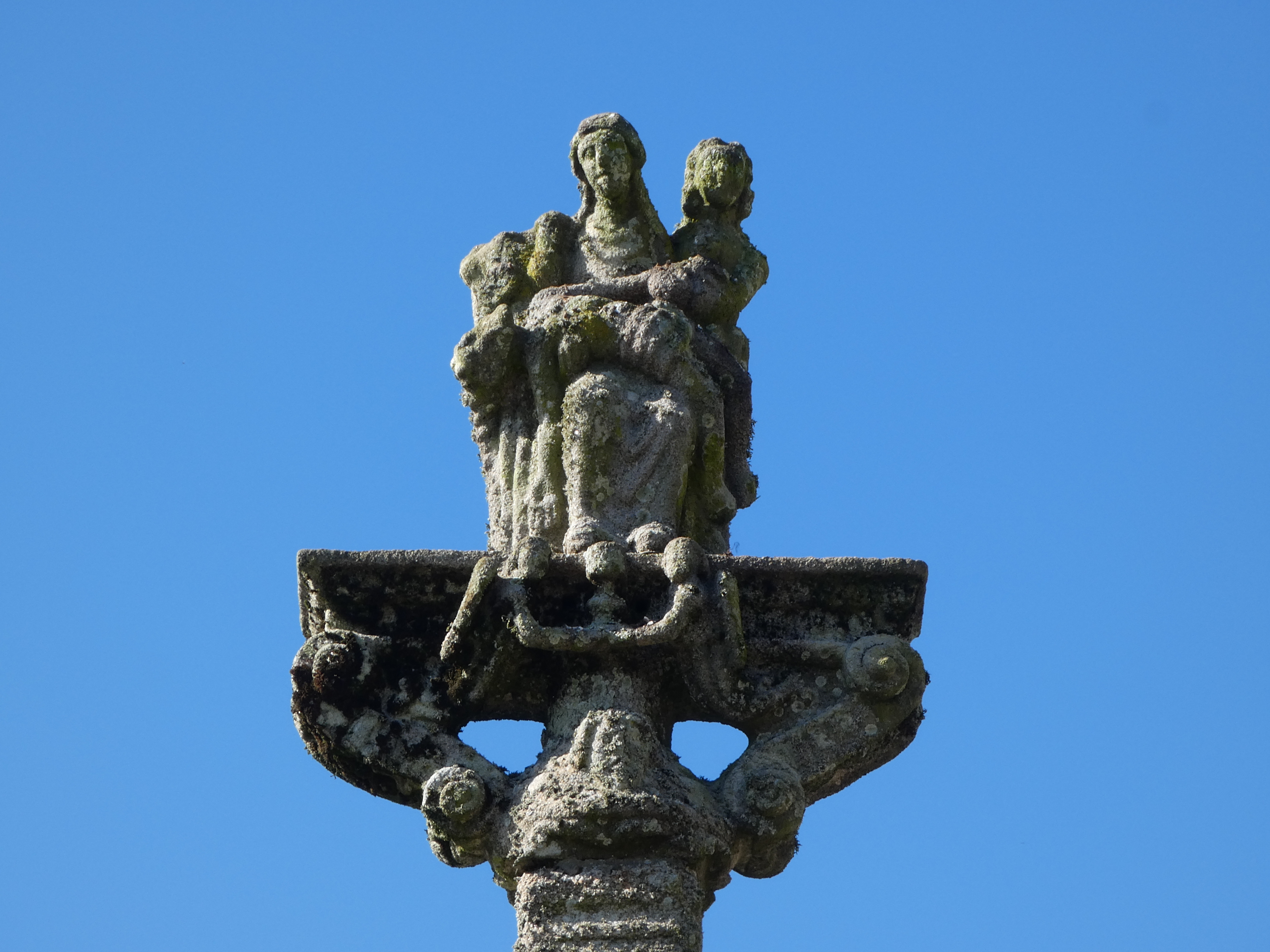
Le calvaire de Carnoët : partie sommitale.

- La Croix de Carnoët, aussi située Place de l'Église.

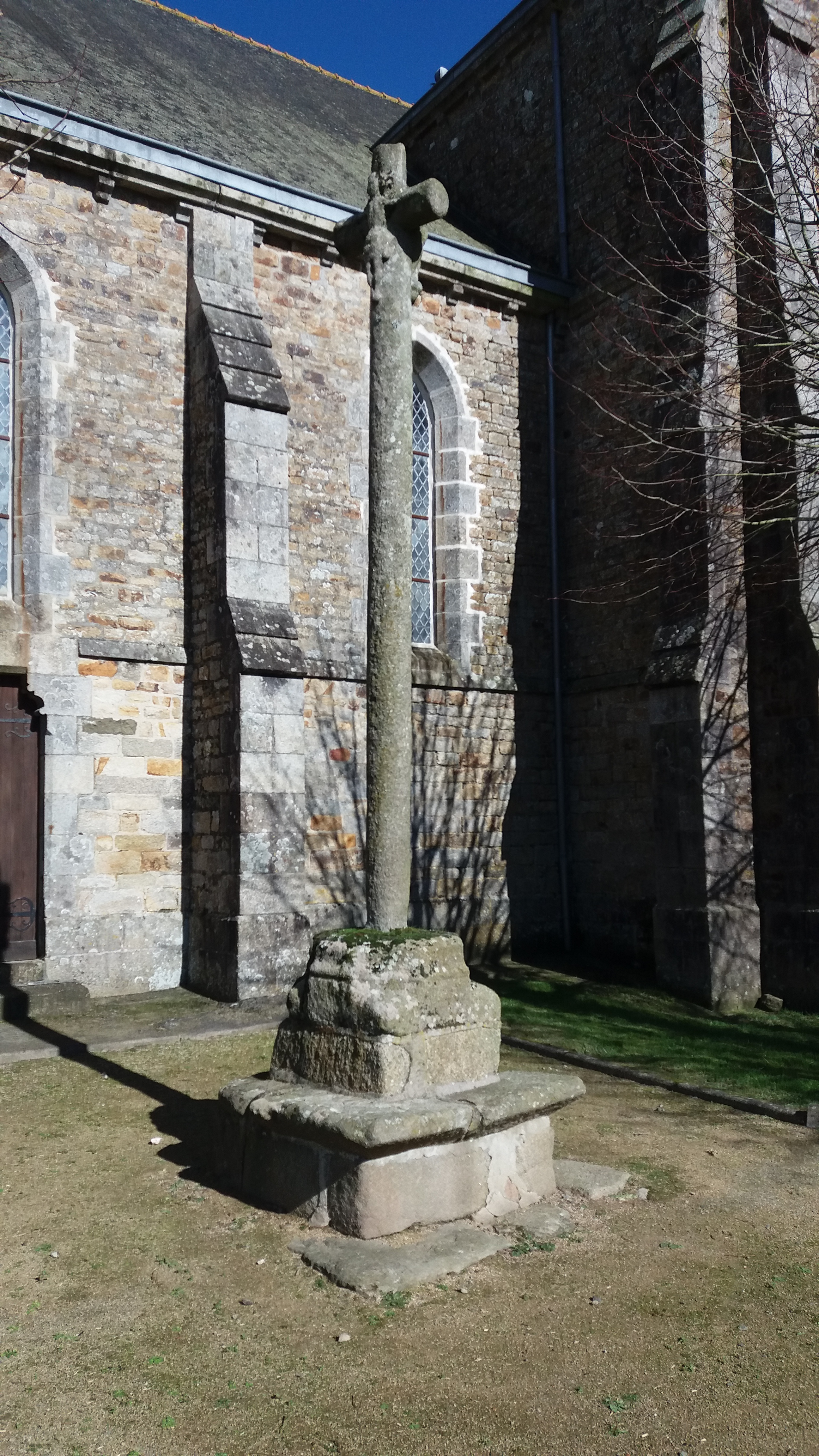
La croix de Carnoët.

- La Vallée des Saints.

### Monuments civils
- Les trois tumulus de Trélan, qui datent de l'âge du bronze (inscrits sur la liste des monuments historiques le 3 novembre 1971)[68].

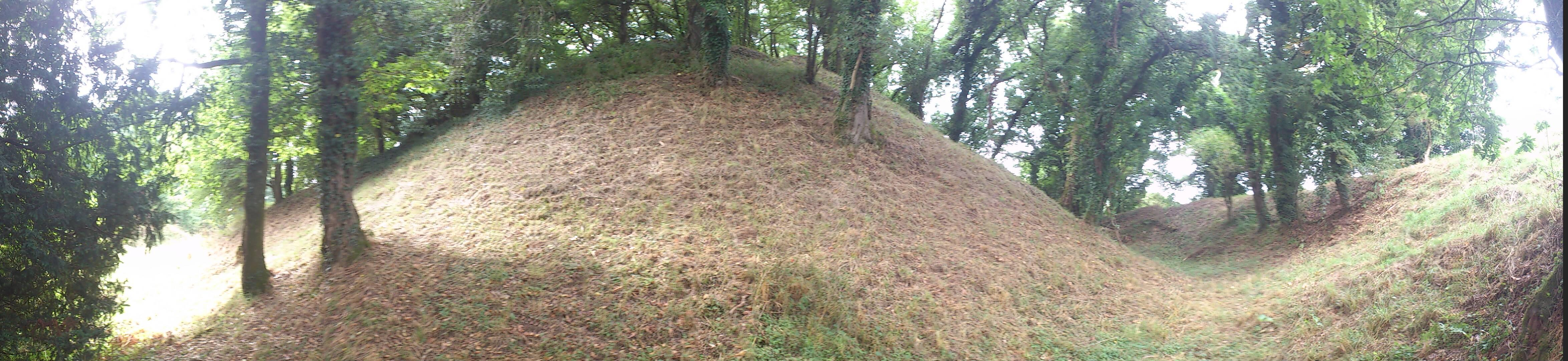
La motte castrale de Rospellem.

- La motte castrale de Rospellem (inscrite sur la liste des monuments historiques le 18 septembre 1995)[69]. Le site fortifié médiéval se trouve sur un petit éperon dominant la confluence de l'Aulne et du ruisseau de Landeren. La motte tronconique, haute d'une quinzaine de mètres, barre l'éperon. Elle est entourée d’un fossé sec large de 4 à 6 mètres et profond de 4 mètres. Des creusement sur sa plateforme sommitale ont mis au jour des vestiges de construction en pierre. La basse-cour est aménagée à la pointe de l’éperon. Elle est protégée par une levée de terre et un fossé sec[70].
- Le manoir de Locmaria.

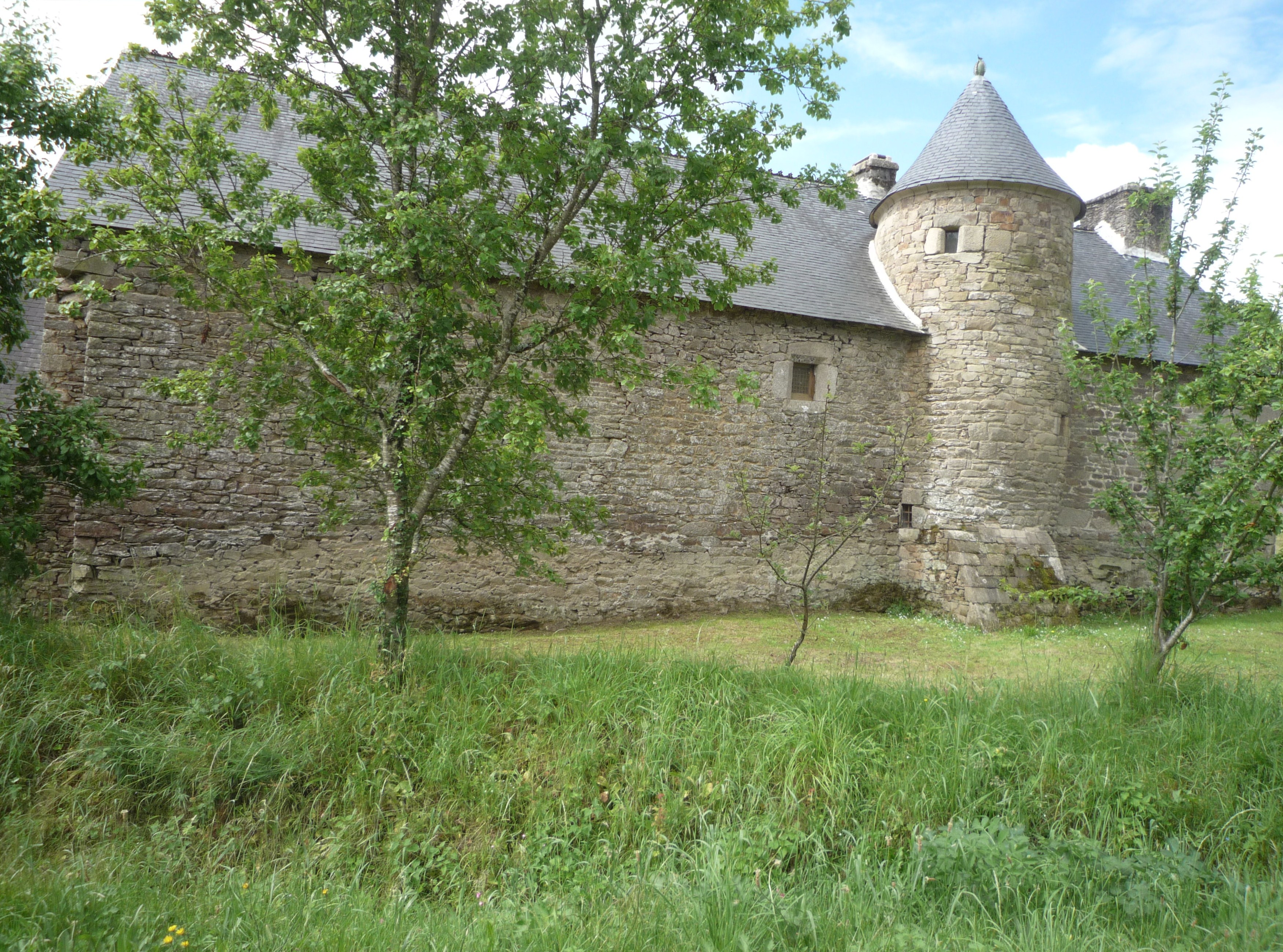
Manoir de Locmaria : remparts et tour.
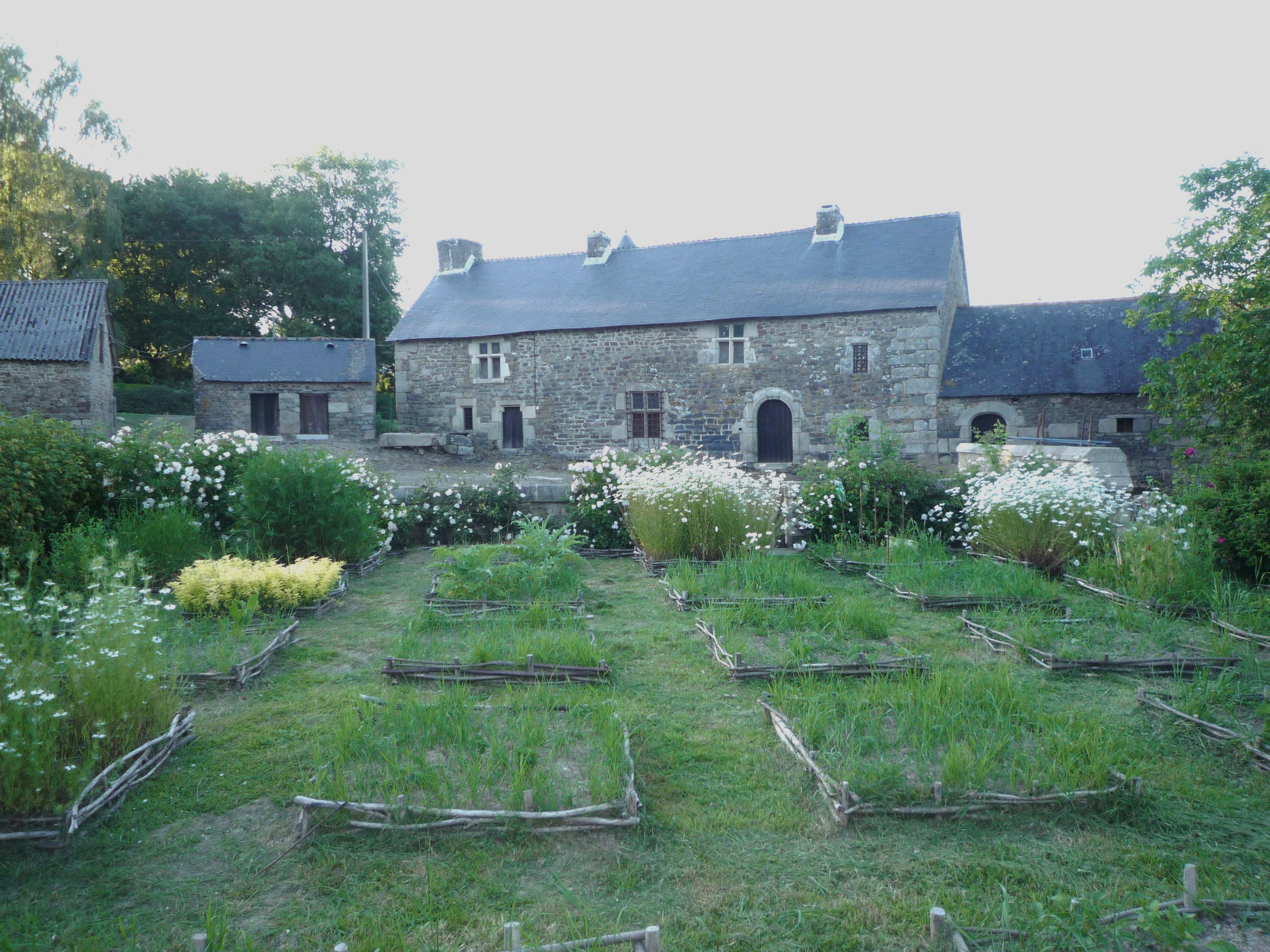
Manoir de Locmaria : façade.
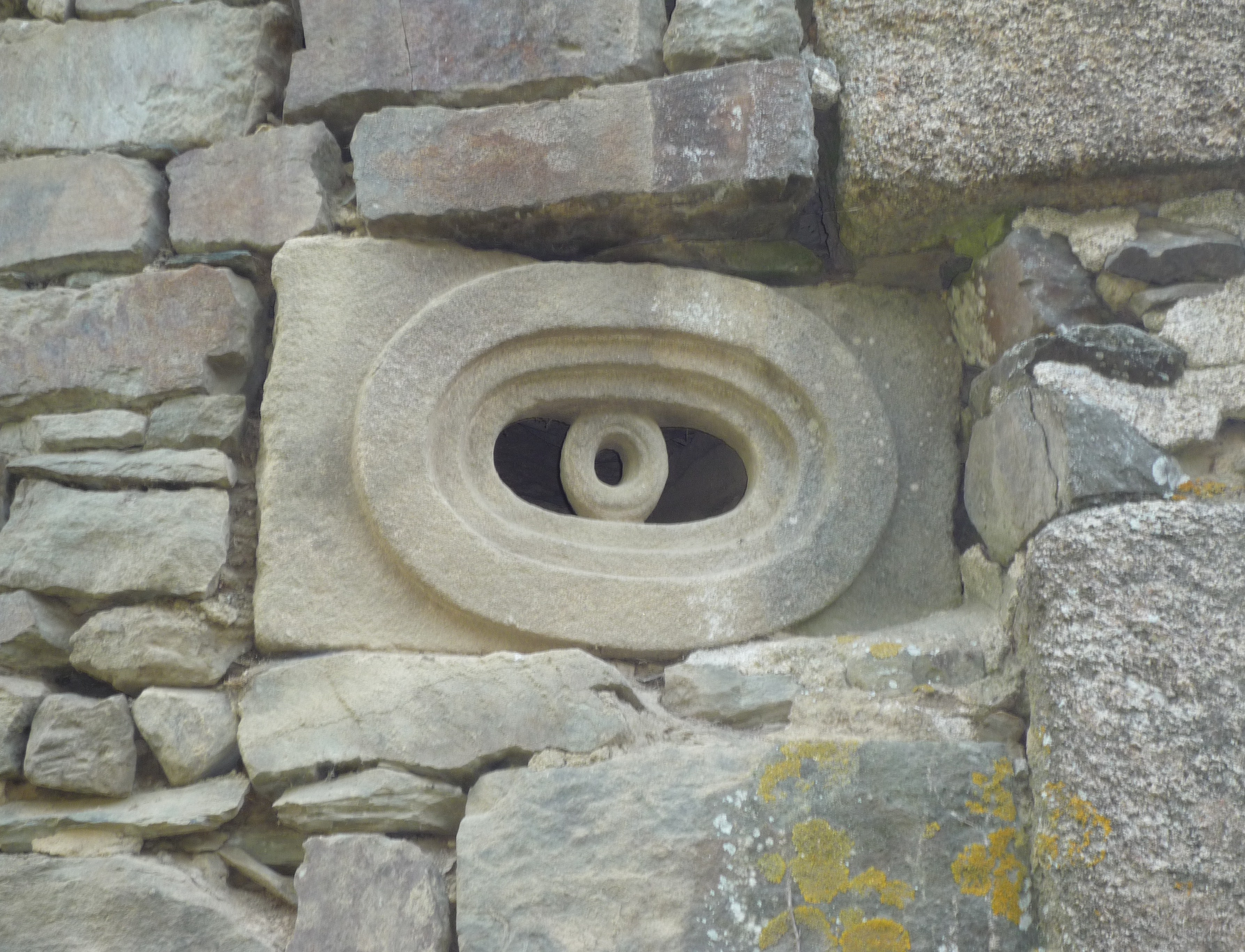
Manoir de Locmaria : bouche à feu.

- Manoir de Quénéquillec.

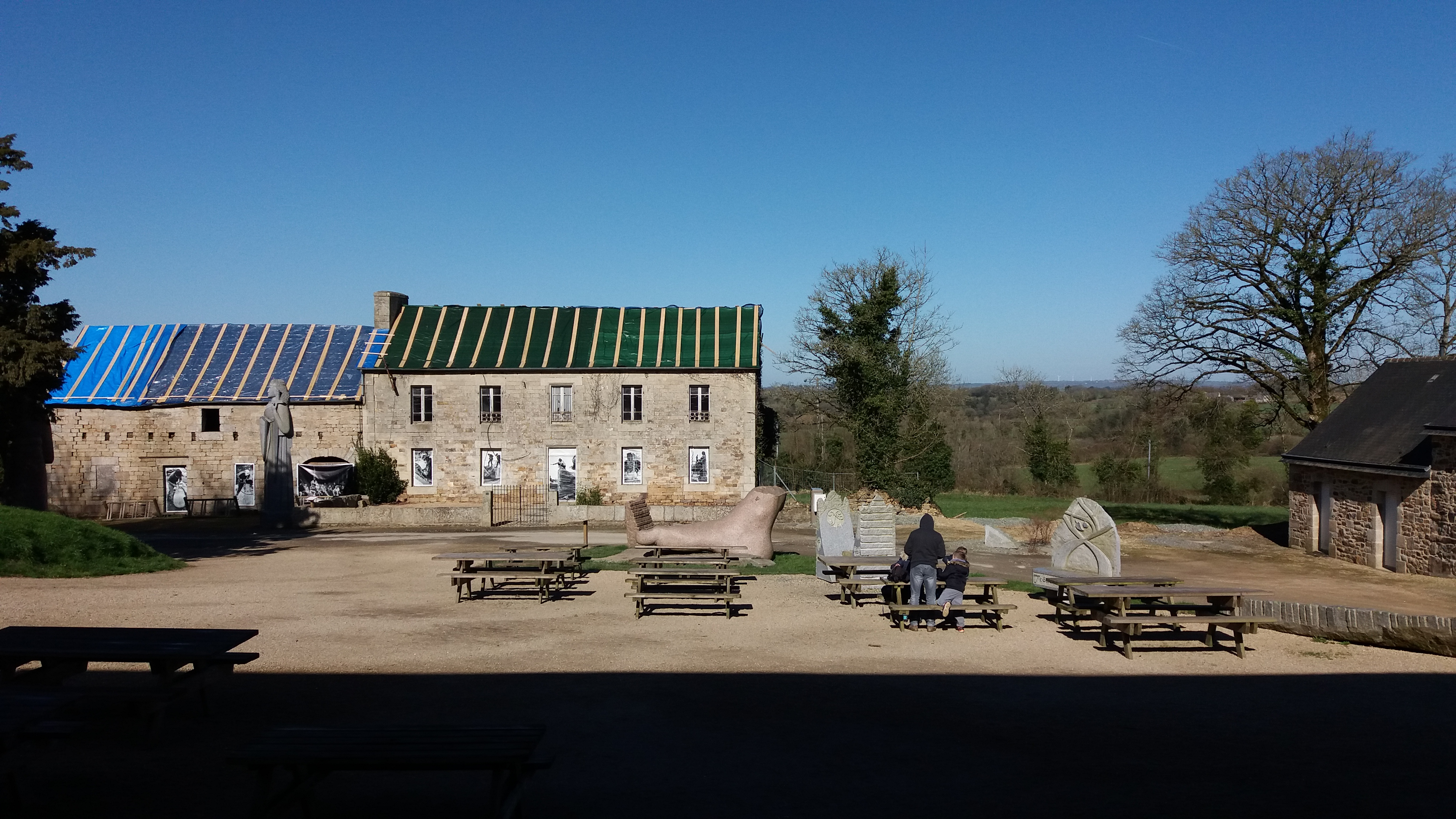
Le manoir de Quénéquillec à l'entrée de la "Vallée des Saints".

## Personnalités liées à la commune
- Taldir Jaffrenou, barde breton, né à Carnoët.

## Héraldique
| Blason | Blasonnement : D'or à la montagne de trois coupeaux de gueules, sommée d'une tour de sable, chapé de gueules. |

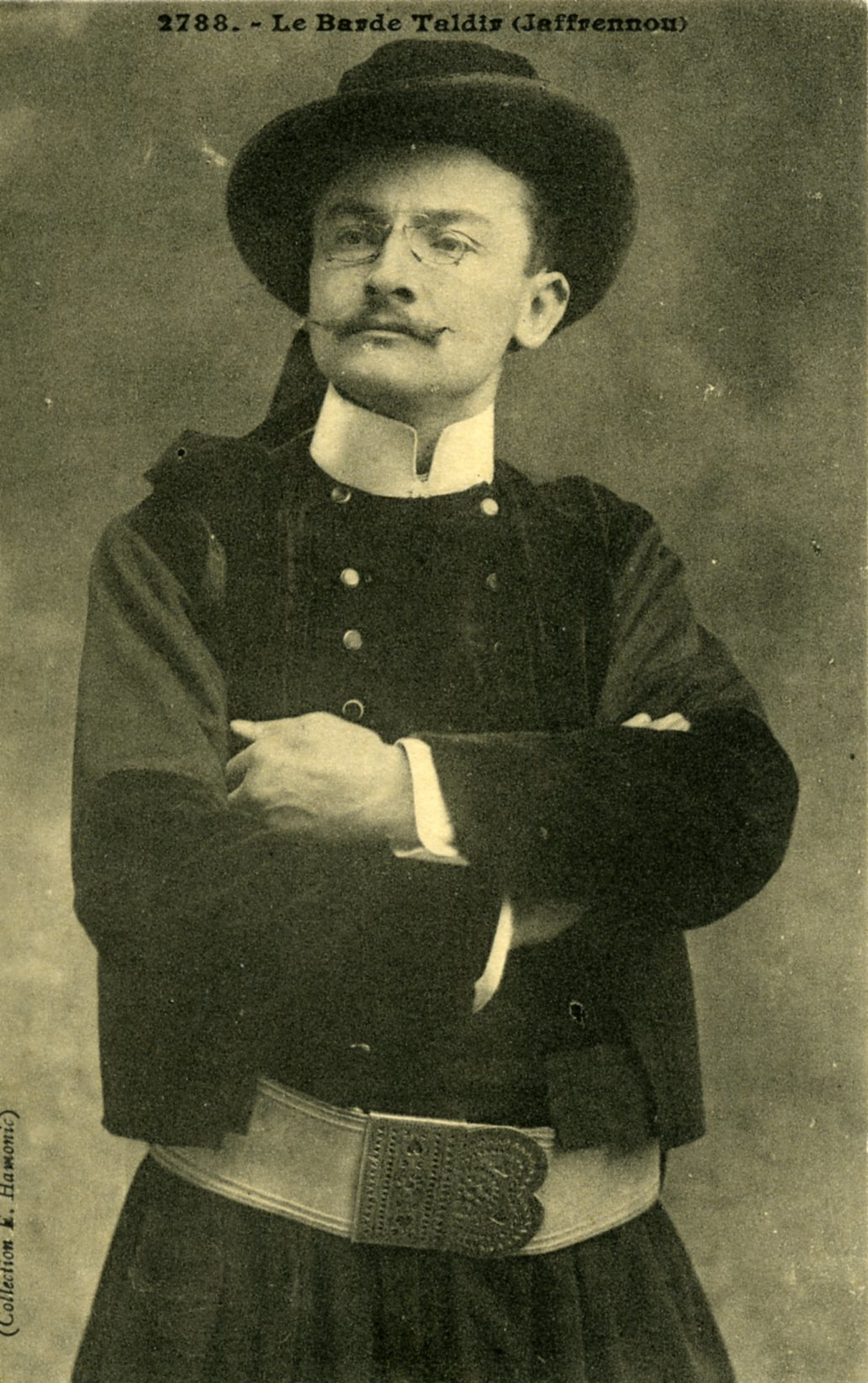
Le barde François Jaffrennou, dit Taldir (carte postale d'Émile Hamonic).